# Lier (België)
Lier (Frans: Lierre) is een stad in de Belgische provincie Antwerpen. Lier ligt ten zuidoosten van de stad Antwerpen en bestaat uit de deelgemeenten Koningshooikt en Lier zelf.
De stad telt ruim 38.000 inwoners en ligt aan de samenloop van de Grote Nete en de Kleine Nete. Lier wordt "de poort der Kempen" genoemd en kreeg de bijnaam Lierke Plezierke. Ook staat Lier bekend als de Netestad. Zijn patroonheilige is Gummarus en de spotnaam voor een Lierenaar is "schape(n)kop".

## Geschiedenis

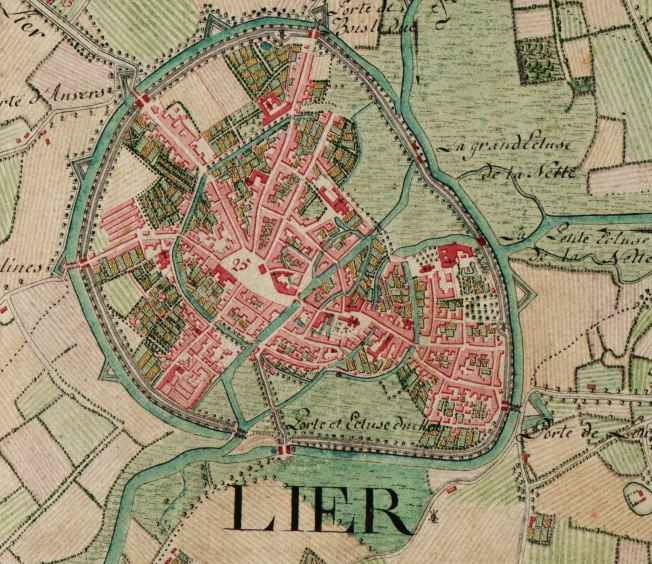
Lier op de Ferrariskaart (1775)

De etymologie van de naam Lier is niet helemaal duidelijk. Meerdere verklaringen zijn terug te vinden in het Germaans, Keltisch of oud-Nederlands.
De geschiedenis van Lier begint wellicht bij een Frankische villa uit de Merovingische tijd, mogelijk te Emblem, in de 7e of 8e eeuw, wanneer de (later heilig verklaarde) Gummarus van Lier wordt geboren. De stadsrechten werden in het jaar 1212 verleend door hertog Hendrik I van Brabant.
Het wapen van Lier bestaat uit twee leeuwen die een banier van de Berthouts vasthouden.
Lier kende een grote bloei in de 14e en 15e eeuw dankzij de lakennijverheid, en het privilegie van de veemarkt. In 1496 vond het huwelijk tussen Filips de Schone en Johanna van Castilië plaats in Lier.  Een Spaanse koningin die vanuit Spanje naar de Lage Nederlanden kwam om te trouwen was een ongezien evenement voor die tijd. De huwelijksplechtigheid gebeurde in de Sint-Gummaruskerk.
Een opmerkelijk gegeven is dat in 1860 een quasivolledig skelet van een mammoet gevonden werd in Lier nabij de Dungelhoeffkazerne. Een replica in kunststof is sinds 2018 te bewonderen in Lier in het stadsmuseum.
In 2023 werd aan de Berlarij een houten middeleeuwse weg teruggevonden. 

## Geografie

### Hydrografie
- De rivier de Nete, ontstond vroeger ten zuiden, maar nu ten noorden van de stad door de samenvloeiing van de Grote en Kleine Nete.
- De rivier de Kleine Nete die gedeeltelijk ook "Binnennete" wordt genoemd.
- De rivier de Grote Nete.
- Het Netekanaal, begint aan het Albertkanaal en komt ten zuidwesten van Lier samen met de Nete.
- De Afleidingsvaart van de Nete, ook wel "Omleidingsvaart" genoemd.
- De Albertvaart, een korte verbinding tussen de oorspronkelijke loop van de Kleine Nete en de Grote Nete aan de oostkant van de stad.

### Kernen
Het grondgebied van de stad Lier is onderverdeeld in vijf hoofdwijken. De wijken Leuvensepoort en Mechelpoort werden genoemd naar de vroegere stadspoorten. In het noorden ligt de wijk Lisp. De vierde wijk is het stadscentrum (binnenstad) en de vijfde is de vroegere deelgemeente Koningshooikt. In 1965 en 1990 werden in het kader van de organisatie van de Sint-Gummarusfeesten tal van kleinere wijkcomités opgericht. Een aantal van hen is nog actief als wijkvereniging.

### Deelgemeenten
| # | Naam          | Opp. (km²) | Inwoners (2021) | Inwoners per km² | NIS-code |
| - | ------------- | ---------- | --------------- | ---------------- | -------- |
| 1 | Lier          | 33,23      | 32.721          | 973              | 12021A   |
| 2 | Koningshooikt | 16,62      | 4.238           | 258              | 12021B   |

### Aangrenzende gemeenten
| Aangrenzende gemeenten      | Aangrenzende gemeenten | Aangrenzende gemeenten | Aangrenzende gemeenten | Aangrenzende gemeenten  |
| --------------------------- | ---------------------- | ---------------------- | ---------------------- | ----------------------- |
| Boechout Vremde             |                        | Emblem                 |                        | Nijlen Kessel           |
|                             |                        |                        |                        |                         |
| Lint                        | Berlaar                |                        |                        |                         |
|                             |                        |                        |                        |                         |
| Duffel Sint-Katelijne-Waver |                        | Onze-Lieve-Vrouw-Waver |                        | Putte Heist-op-den-Berg |

## Bouwwerken
- Het begijnhof (UNESCO-werelderfgoed)
- De Zimmertoren
- Het stadhuis met belfort (UNESCO-werelderfgoed)
- Het Vleeshuis
- Het Kasteel Heidebloem
- Het Kasteel Ringenhof aan de Mechelsesteenweg
- De Godshuizen aan de Begijnhofstraat
- Het Hof van Lier aan de Kerkstraat
- De Binnenste Eeckelpoort of Gevangenenpoort aan de Eikelstraat
- De Schole van dheer Muys, aan de Bril
- Het Klooster van Sion aan de Koepoortstraat
- De Refugie Sint-Merten tot Loven aan de Mosdijk
- Het Refugiehuis Sint-Bernardus aan de Mosdijk
- De Abdij Onze-Lieve-Vrouw van Nazareth
- Het Refugiehuis van de abdij van Nazareth
- Het Theresianenklooster
- Het Fort van Lier
- De Lierse Stadsvesten

Het belfort en het begijnhof zijn opgenomen op de Werelderfgoedlijst van de UNESCO.

### Kerkgebouwen
- De Heilige Familiekerk
- De Heilig Hartkerk
- De Heilig Kruiskerk
- De Jezuïetenkerk
- De Kluizekerk
- De Onze-Lieve-Vrouw-Onbevlekt-Ontvangenkerk
- De Sint-Gummaruskerk
- De Sint-Margaritakerk
- De Sint-Jozef en Sint-Bernarduskerk aan de Lispersteenweg
- De Sint-Jacobskapel
- De Sint-Pieterskapel
- De Kapel van het Vredebergklooster aan de Vredebergstraat

### Begraafplaatsen
- De militaire begraafplaats gesneuvelden WO1 en WO2
- Begraafpark Mechelsepoort, Mechelsesteenweg (1787-1918)[6]
- Stedelijke begraafplaats Kloosterheide (1918-heden)[6]
- Kerkhof Beekstraat, Koningshooikt.

### Natuur en landschap
Lier ligt aan de westkant van de Kempen, bij de samenvloeiing van de Grote Nete en de Kleine Nete, op een hoogte van 4-12 meter.
Tot de parken en natuurgebieden behoren:
- Het stadspark, kleine groene long in het centrum met vijver en speeltuin.
- De vesten, een groene ring rond de stad op de plek van de oude stadsomwalling. Deze werd eind 18e eeuw verlaagd en beplant en vormt nu een 4,2 km lange fiets- en wandelgordel omheen de stad.
- De Polder van Lier
- Het Lachenenbos en het Mushaagbos (5,5 ha)

## Demografie

### Demografische ontwikkeling voor de fusie
- Bronnen:NIS, Opm:1806 tot en met 1970=volkstellingen; 1976 = inwoneraantal op 31 december

### Demografische ontwikkeling van de fusiegemeente
Alle historische gegevens hebben betrekking op de huidige gemeente, inclusief deelgemeenten, zoals ontstaan na de fusie van 1 januari 1977.
- Bronnen:NIS, Opm:1806 tot en met 1981=volkstellingen; 1990 en later= inwonertal op 1 januari
- Cijfers voor 1806 en 1816 zijn exclusief Koningshooikt dat pas in 1822 als gemeente werd opgericht

| Inwoners van jaar tot jaar op 1 januari 1992 tot heden | Inwoners van jaar tot jaar op 1 januari 1992 tot heden | Inwoners van jaar tot jaar op 1 januari 1992 tot heden |
| jaar                                                   | Aantal                                                 | Evolutie: 1992=index 100                               |
| ------------------------------------------------------ | ------------------------------------------------------ | ------------------------------------------------------ |
| 1992                                                   | 31.393                                                 | 100,0                                                  |
| 1993                                                   | 31.596                                                 | 100,6                                                  |
| 1994                                                   | 31.574                                                 | 100,6                                                  |
| 1995                                                   | 31.704                                                 | 101,0                                                  |
| 1996                                                   | 31.623                                                 | 100,7                                                  |
| 1997                                                   | 31.705                                                 | 101,0                                                  |
| 1998                                                   | 31.815                                                 | 101,3                                                  |
| 1999                                                   | 32.064                                                 | 102,1                                                  |
| 2000                                                   | 32.191                                                 | 102,5                                                  |
| 2001                                                   | 32.389                                                 | 103,2                                                  |
| 2002                                                   | 32.456                                                 | 103,4                                                  |
| 2003                                                   | 32.643                                                 | 104,0                                                  |
| 2004                                                   | 32.821                                                 | 104,5                                                  |
| 2005                                                   | 32.947                                                 | 105,0                                                  |
| 2006                                                   | 33.272                                                 | 106,0                                                  |
| 2007                                                   | 33.259                                                 | 105,9                                                  |
| 2008                                                   | 33.482                                                 | 106,7                                                  |
| 2009                                                   | 33.706                                                 | 107,4                                                  |
| 2010                                                   | 33.930                                                 | 108,1                                                  |
| 2011                                                   | 34.123                                                 | 108,7                                                  |
| 2012                                                   | 34.276                                                 | 109,2                                                  |
| 2013                                                   | 34.497                                                 | 109,9                                                  |
| 2014                                                   | 34.368                                                 | 109,5                                                  |
| 2015                                                   | 34.652                                                 | 110,4                                                  |
| 2016                                                   | 34.905                                                 | 111,2                                                  |
| 2017                                                   | 35.244                                                 | 112,3                                                  |
| 2018                                                   | 35.712                                                 | 113,8                                                  |
| 2019                                                   | 36.242                                                 | 115,4                                                  |
| 2020                                                   | 36.646                                                 | 116,7                                                  |
| 2021                                                   | 36.923                                                 | 117,6                                                  |
| 2022                                                   | 37.309                                                 | 118,8                                                  |
| 2023                                                   | 37.909                                                 | 120,8                                                  |
| 2024                                                   | 38.210                                                 | 121,7                                                  |
| 2025                                                   | 38.517                                                 | 122,7                                                  |

## Politiek

### Structuur
De stad Lier maakt deel uit van het kieskanton Lier, gelegen in het provinciedistrict Lier, het kiesarrondissement Mechelen-Turnhout en ten slotte de kieskring Antwerpen.
| Lier             | Lier             | Supranationaal         | Nationaal                         | Nationaal           | Gemeenschap         | Gewest              | Provincie           | Arrondissement    | Provinciedistrict | Kanton          | Gemeente        |
| ---------------- | ---------------- | ---------------------- | --------------------------------- | ------------------- | ------------------- | ------------------- | ------------------- | ----------------- | ----------------- | --------------- | --------------- |
| Administratief   | Niveau           | Europese Unie          | België                            | België              | Vlaanderen          | Vlaanderen          | Antwerpen           | Mechelen          | Mechelen          | Mechelen        | Lier            |
| Administratief   | Bestuur          | Europese Commissie     | Belgische regering                | Belgische regering  | Vlaamse regering    | Vlaamse regering    | Deputatie           | Deputatie         | Deputatie         | Deputatie       | Gemeentebestuur |
| Administratief   | Raad             | Europees Parlement     | Kamer van volksvertegenwoordigers | Vlaams Parlement    | Vlaams Parlement    | Vlaams Parlement    | Provincieraad       | Provincieraad     | Provincieraad     | Provincieraad   | Gemeenteraad    |
| Kiesomschrijving | Kiesomschrijving | Nederlands Kiescollege | Kieskring Antwerpen               | Kieskring Antwerpen | Kieskring Antwerpen | Kieskring Antwerpen | Kieskring Antwerpen | Mechelen-Turnhout | Lier              | Lier            | Lier            |
| Verkiezing       | Verkiezing       | Europese               | Federale                          | Federale            | Vlaamse             | Vlaamse             | Provincieraads-     | Provincieraads-   | Provincieraads-   | Provincieraads- | Gemeenteraads-  |

### Schepencollege
| Functie en bevoegdheden                                                                                      | Naam                | Partij | Partij          |
| --- | ------------------- | ------ | --------------- |
| Burgemeester Veiligheid, handhaving, communicatie, evenementen, regionale samenwerking, politie en brandweer | Rik Verwaest        |        | N-VA            |
| Schepen Openbare werken, financiën, duurzaam beleid, stadsontwikkeling en SOLag                              | Bert Wollants       |        | N-VA            |
| Schepen Sport, mobiliteit, onderwijs en bibliotheek                                                          | Ivo Andries         |        | Lokaal Liberaal |
| Schepen Lokale economie, musea, toerisme, roerend erfgoed en tewerkstelling                                  | Ilse Lambrechts     |        | N-VA            |
| Schepen Burgerlijke stand, personeel en dienstverlening, ICT, dierenwelzijn en begraafplaatsen               | Rik Pets            |        | N-VA            |
| Schepen Omgeving, wonen, patrimonium en onroerend erfgoed                                                    | Charlotte Schwagten |        | N-VA            |
| Schepen Jeugd, cultuur, milieu, natuur en landbouw, afvalbeleid en Proper Lier, participatie                 | Niels De Bakker     |        | N-VA            |
| Schepen Sociale zaken, welzijn, kinderopvang, gezin, senioren, personen met een beperking, integratie        | Annemie Goris       |        | N-VA            |

### Geschiedenis

#### Lijst van burgemeesters
| Tijdspanne | Tijdspanne  | Burgemeester                          |
| ---------- | ----------- | ------------------------------------- |
|            | 1799        | Goyvaerts                             |
|            | 1800 - 1805 | J.G. Vertommen                        |
|            | 1805 - 1812 | Kresta                                |
|            | 1812 - 1813 | Berckmans                             |
|            | 1813 - 1817 | Montens                               |
|            | 1817 - 1820 | J.C. Van Steenacker                   |
|            | 1820 - 1829 | Fr. Charles J. Timmermans             |
|            | 1829 - 1830 | Frans Karel Van den Brande            |
|            | 1830 - 1848 | Charles Mast-De Vries                 |
|            | 1848 - 1853 | Jean Baptiste Peeters (LP)            |
|            | 1853 - 1872 | George Bergmann (LP)                  |
|            | 1872 - 1911 | Florent Van Cauwenbergh (Kath.Partij) |
|            | 1911 - 1927 | Jozef Schellekens (Kath.Partij / UCB) |

| Periode | Periode      | Burgemeester                                     |
| ------- | ------------ | ------------------------------------------------ |
|         | 1927         | Jules Van Hoof (UCB)                             |
|         | 1928 - 1941  | Joseph Van Cauwenbergh (UCB)                     |
|         | 1941         | Frans Raats (waarnemend, UCB)                    |
|         | 1941 - 1944  | Alfred Van der Hallen (oorlogsburgemeester, VNV) |
|         | 1944 - 1954  | Joseph Van Cauwenbergh (CVP)                     |
|         | 1954 - 1959  | Jules Van Hoof (CVP)                             |
|         | 1959 - 1976  | Frans Breugelmans (CVP)                          |
|         | 1977 - 1982  | Raymond Callaerts (CVP)                          |
|         | 1983 - 1984  | Herman Vanderpoorten (PVV)                       |
|         | 1984 - 1994  | Maurice Vanhoutte (PVV / VLD)                    |
|         | 1995 - 2012  | Marleen Vanderpoorten (VLD / Open Vld)           |
|         | 2013 - 2021  | Frank Boogaerts (N-VA)                           |
|         | 2022 - heden | Rik Verwaest (N-VA)                              |

#### Resultaten gemeenteraadsverkiezingen sinds 1976
| Partij of kartel     | Partij of kartel                                               | 10-10-1976 | 10-10-1976 | 10-10-1982 | 10-10-1982 | 9-10-1988 | 9-10-1988 | 9-10-1994 | 9-10-1994 | 8-10-2000 | 8-10-2000 | 8-10-2006 | 8-10-2006 | 14-10-2012 | 14-10-2012 | 14-10-2018 | 14-10-2018 | 13-10-2024 | 13-10-2024 |
| Stemmen / Zetels     | Stemmen / Zetels                                               | %          | 31         | %          | 31         | %         | 31        | %         | 31        | %         | 31        | %         | 31        | %          | 31         | %          | 33         | %          | 33         |
| -------------------- | -------------------------------------------------------------- | ---------- | ---------- | ---------- | ---------- | --------- | --------- | --------- | --------- | --------- | --------- | --------- | --------- | ---------- | ---------- | ---------- | ---------- | ---------- | ---------- |
|                      | SP1 / Lier Leeft2 / sp.a-GroenC / sp.a3 / Vooruit4             | 21,171     | 6          | 18,71      | 6          | 15,991    | 5         | 12,11     | 3         | 10,351    | 3         | 15,552    | 5         | 17,14C     | 6          | 5,603      | 1          | 4,94       | 1          |
|                      | Agalev1 / Groen!2 / sp.a-GroenC / Groen-Lier&KoD / Missie2500E | -          |            | 5,211      | 1          | 4,91      | 1         | 6,981     | 1         | 8,941     | 2         | 4,782     | 0         | 17,14C     | 6          | 14,07D     | 5          | 24,0E      | 9          |
|                      | Lier&Ko1 / Groen-Lier&KoD / Missie2500E                        | -          |            | -          |            | -         |           | -         |           | -         |           | 11,771    | 3         | 7,201      | 1          | 14,07D     | 5          | 24,0E      | 9          |
|                      | CVP1 / CD&V+N-VAA/ CD&V2 / Missie2500E                         | 33,061     | 11         | 27,491     | 9          | 27,61     | 10        | 29,091    | 11        | 23,841    | 8         | 19,37A    | 7         | 11,213     | 3          | 12,013     | 4          | 24,0E      | 9          |
|                      | VU1 / VU&ID2 / CD&V+N-VAA / N-VA3                              | 18,381     | 5          | 17,641     | 5          | 9,831     | 3         | 4,461     | 0         | 5,292     | 1         | 19,37A    | 7         | 31,983     | 12         | 32,023     | 12         | 41,32      | 17         |
|                      | PVV1 / VLD2 / VLD-LMMB / Open Vld3 / Lokaal Liberaal4          | 27,391     | 9          | 28,571     | 10         | 25,771    | 9         | 19,672    | 7         | 31,98B    | 11        | 19,782    | 7         | 15,003     | 5          | 16,033     | 6          | 8,34       | 2          |
|                      | LMM1 / VLD-LMMB                                                | -          |            | -          |            | -         |           | 14,731    | 5         | 31,98B    | 11        | 4,591     | 0         | -          |            | -          |            | -          |            |
|                      | Vlaams Blok1 / Vlaams Belang2                                  | -          |            | 1,211      | 0          | 6,561     | 1         | 12,551    | 4         | 19,611    | 6         | 24,162    | 9         | 11,312     | 3          | 11,072     | 4          | 13,62      | 4          |
|                      | Hart Voor de Burger                                            | -          |            | -          |            | -         |           | -         |           | -         |           | -         |           | -          |            | 4,80       | 1          | 3,7        | 0          |
|                      | Anderen(*)                                                     | -          |            | 1,19       | 0          | 9,35      | 2         | 0,42      | 0         | -         |           | -         |           | 6,18       | 1          | -          |            | 4,0        | 0          |
| Totaal stemmen       | Totaal stemmen                                                 | 22497      | 22497      | 22842      | 22842      | 22872     | 22872     | 22817     | 22817     | 23032     | 23032     | 24588     | 24588     | 24687      | 24687      | 25454      | 25454      | 17888      | 17888      |
| Opkomst %            | Opkomst %                                                      |            |            |            |            | 94,2      | 94,2      | 92,32     | 92,32     | 91,6      | 91,6      | 93,80     | 93,80     | 92,10      | 92,10      | 92,2       | 92,2       | 62,2       | 62,2       |
| Blanco en ongeldig % | Blanco en ongeldig %                                           | 3,89       | 3,89       | 3,84       | 3,84       | 3,7       | 3,7       | 3,51      | 3,51      | 3,31      | 3,31      | 3,01      | 3,01      | 3,46       | 3,46       | 3,6        | 3,6        | 1,1        | 1,1        |

De rode cijfers naast de gegevens duiden aan onder welke naam de partijen telkens bij een verkiezing opkwamen, rode letters duiden de kartels aan.
De zetels van de gevormde meerderheid staan vetjes afgedrukt. De grootste partij is in kleur.
(*) 1982: HEELAL (0,82%), PVDA (0,37%) / 1988: EVA (9,35%) / 1994: PAKLEM (0,42%) / 2012: vo-LK (6,18%) / 2018: PVDA (2,8%) / 2024: PVDA (4,0%)

### Gemeentelijke adviesraden
Naast de – in elke gemeente verplichte – Gemeentelijke Commissie Ruimtelijke Ordening en de Jeugdraad richtte de gemeenteraad ook enkele gemeentelijke adviesraden op, onder meer inzake cultuur (musea, bibliotheek, erfgoed en toerisme), diversiteit, milieu, economie, welzijn, en senioren.

### Politie
De lokale politiezone Lier (5360) is een eengemeentezone. Het hoofdcommissariaat van de politiezone is gelegen aan het Paradeplein 1, op het terrein van de voormalige Dungelhoeffkazerne, vlak bij het stadskantoor. Het vernieuwde gebouw werd op 21 april 2006 ingehuldigd.

## Cultuur

### Bijnamen

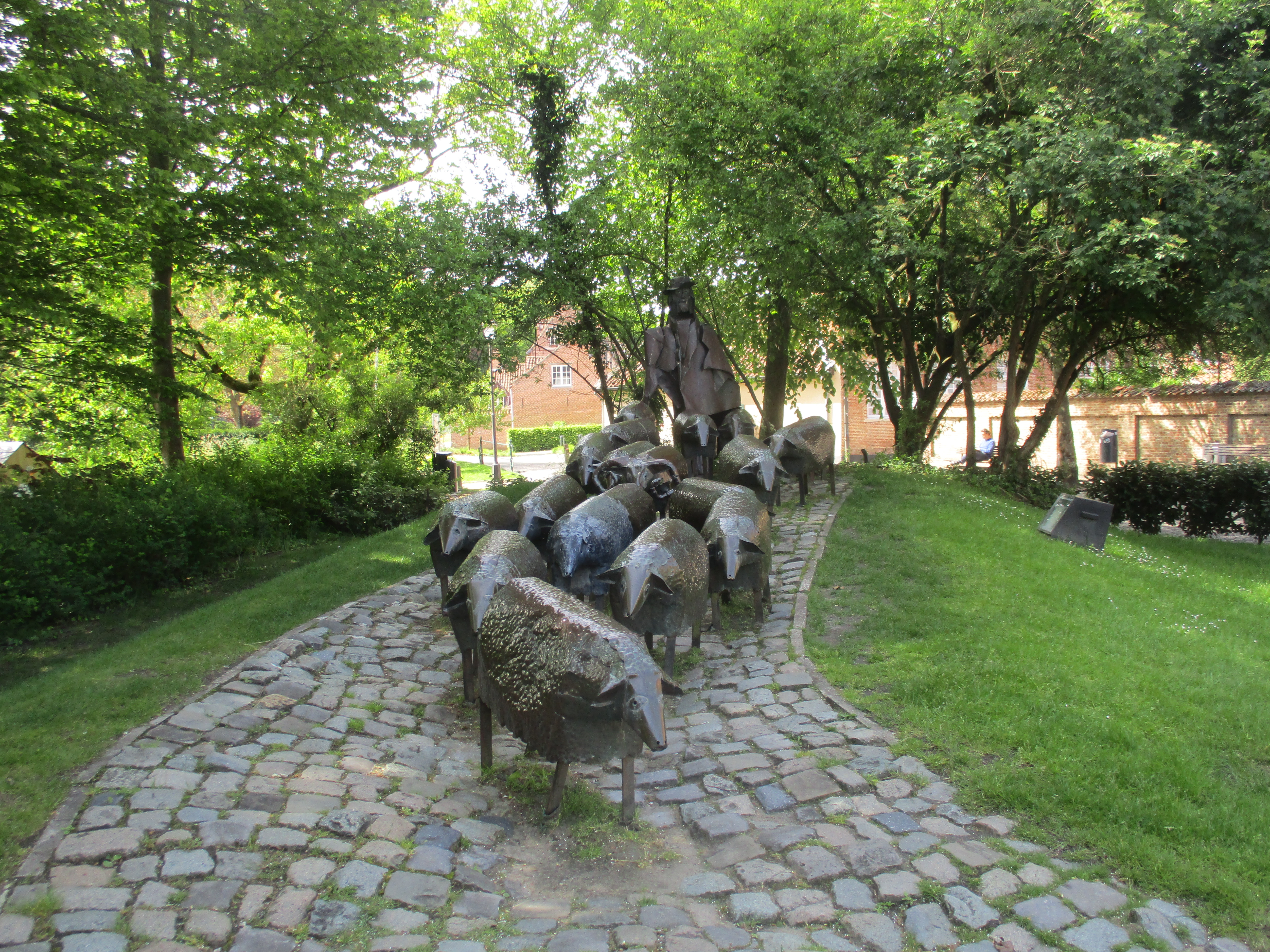
Schapenkoppenmonument van de Lierse kunstenaar Bertro aan het Zimmerplein

De veel gebruikte (en veel misbruikte) term Lierke Plezierke is afkomstig van de brochure met dezelfde naam die is uitgegeven naar aanleiding van de stoet, georganiseerd ter gelegenheid van een gouden huwelijksjubileum in 1928. De brochure is geschreven en geïllustreerd door Felix Timmermans (die een overbuur was van het echtpaar). Het stafrijm in de benaming heeft natuurlijk flink bijgedragen tot het succes ervan. Voor die gelegenheid zijn indertijd trouwens ook de reuzen gerestaureerd.
Een andere bijnaam voor de Lierenaars is schapenkoppen. De Chronycke van de hertoghen van Brabant (1685) verklaart dit locofaulisme door de beloning die de Lierenaars kozen nadat ze Karel de Stoute in 1475 hadden bijgestaan in de Beleg van Neuss: Die van Lier vraeghden de stapel van het vee oft Ossen, hetgene den Hertogh hun vergunde voor hun kloecke fyten, ende syde: O arme schaeps Hoofden, omdat sy niet meer en vraeghden. Het Lierse veestapelprivilege werd in 1469 door Karel de Stoute vernieuwd. Recentere versies van de sage laten haar teruggaan tot de originele toekenning van het veestapelprivilege in 1309 onder hertog Jan II. Hij zou de Lierenaars hebben willen bedanken voor hun diensten tijdens zijn strijd tegen de Mechelaren door hen te laten kiezen tussen een veemarkt of een universiteit. Ze opteerden voor het stapelrecht op vee, waarop de hertog zuchtte: “Oh, die schapenkoppen”. In deze versie bevat de sage al zeker geen historische kern, want de Brabantse universiteit was pas een eeuw later aan de orde. Verschillende standbeelden die refereren aan de bijnaam, schapenkoppen, zijn terug te vinden in Lier. Het bekendste is het standbeeld aan het Zimmerplein.
De keuze werd mogelijk meegedragen door het feit dat Lier grotendeels op moeras gebouwd is. De bouw van een grote universiteit zou dus veel tijd en geld kosten. Dit blijkt vandaag de dag nog steeds bij grote bouwwerken waarbij de funderingswerkzaamheden zeer intensief zijn.
In 1425 kreeg Leuven dan de eerste universiteit in de Lage Landen.

### Dialect
Het Liers is een dialect dat een beetje afwijkt van het Antwerps.
Enkele regels:
- In het Liers wordt de letter 'h' niet uitgesproken.
- Als er na een 's' een 'p' komt (bijvoorbeeld: Lisp), dan worden deze twee letters bij de uitspraak verwisseld. Lisp wordt dus uitgesproken als 'Lips' en 'hesp' als 'eps'.

### Lier op een postzegel
Lier is al verscheidene keren het thema van een postzegel geweest. Hieronder volgt een overzicht met telkens het jaar van uitgifte, de reden en de Bestand:
- 1939, Belforten, Belfort + Stadhuis
- 1966, Toerisme, Belfort + Stadhuis
- 1974, Schilderijen, Anton Bergmann
- 2005, Toerisme + 75 jaar Zimmertoren, Timmertoren

### Evenementen
- De Novemberfoor, de jaarlijkse grote kermis die 2 weken duurt (3 weekends), beginnende de zondag na Allerheiligen.
- Lier kermis, verscheidene kleine kermissen van enkele dagen. Eerst enkel in juni, nu verspreid over het hele jaar.
- De Sint-Gummarusprocessie, jaarlijkse processie die de eerste zondag na 10 oktober rond gaat ter ere van de Lierse patroonheilige Sint-Gummarus waarbij diens schrijn doorheen de binnenstad gedragen wordt. Als het slecht weer is gaat de processie rond in de Sint-Gummaruskerk.[19]
- De Pallieterjogging, een jaarlijkse loopwedstrijd door de straten van Lier die telkens plaatsvindt de eerste zaterdag van juni.
- Lier Centraal, gratis muziekevenement tijdens de zomer op de Grote Markt. Het vervangt sinds 2012 de vroegere Vestconcerten, die plaatsvonden op een open grasvlakte op de Anton Berghmanvest aan de voormalige Gasfabriek.
- Sinds de 19e eeuw vindt er elke 25 jaar met de Sint-Gummarusfeesten een rondgang (ommegang) van de Lierse reuzen doorheen de stad plaats. Ook een Ros Beiaard, bereden door de vier Heemskinderen trekt dan door de stad. De laatste keer was in 2015 en stond in het teken van het huwelijk tussen Filips de Schone en Johanna van Castilië in 1496.[20] Sinds 2020 wordt er ook een kleinere ommegang, de Ommegang Anders, georganiseerd om de 5 jaar.[21][22] Vanwege de coronapandemie werd de eerste editie pas op 2 en 9 oktober 2022 gehouden. Deze stoet omvat tal van reuzen.
- Fiesta Europa, Een internationale meerdaagse sfeermarkt. Het jaarlijks bezoek van tal van internationale handelaars uit alle hoeken van Europa, valt steeds tijdens een weekend in de paasvakantie. Sinds enkele jaren is het internationaal evenement de Grote Markt ontgroeid, en neemt het plaats op de Gasthuisvest.

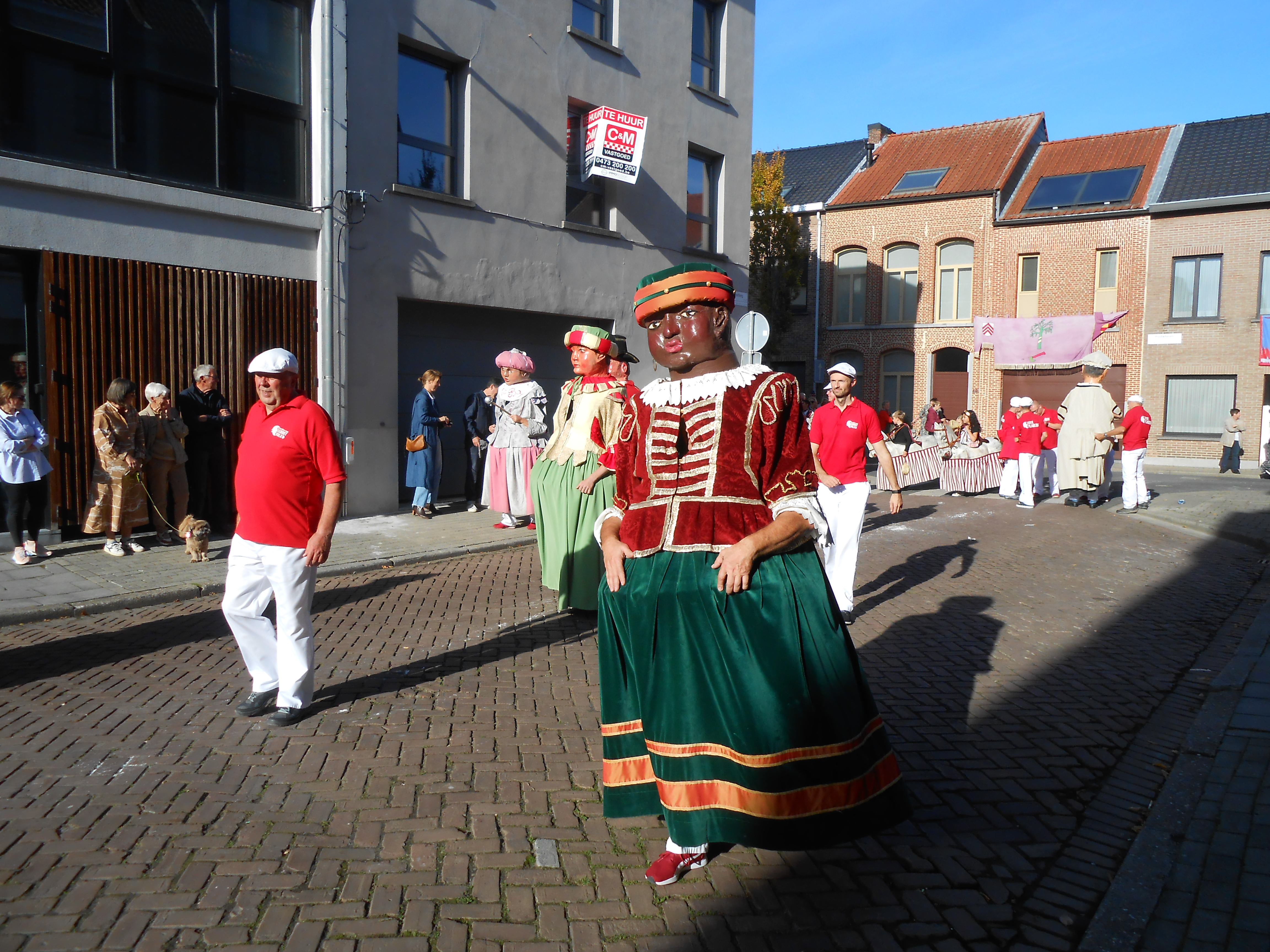
Ommegang (2022)
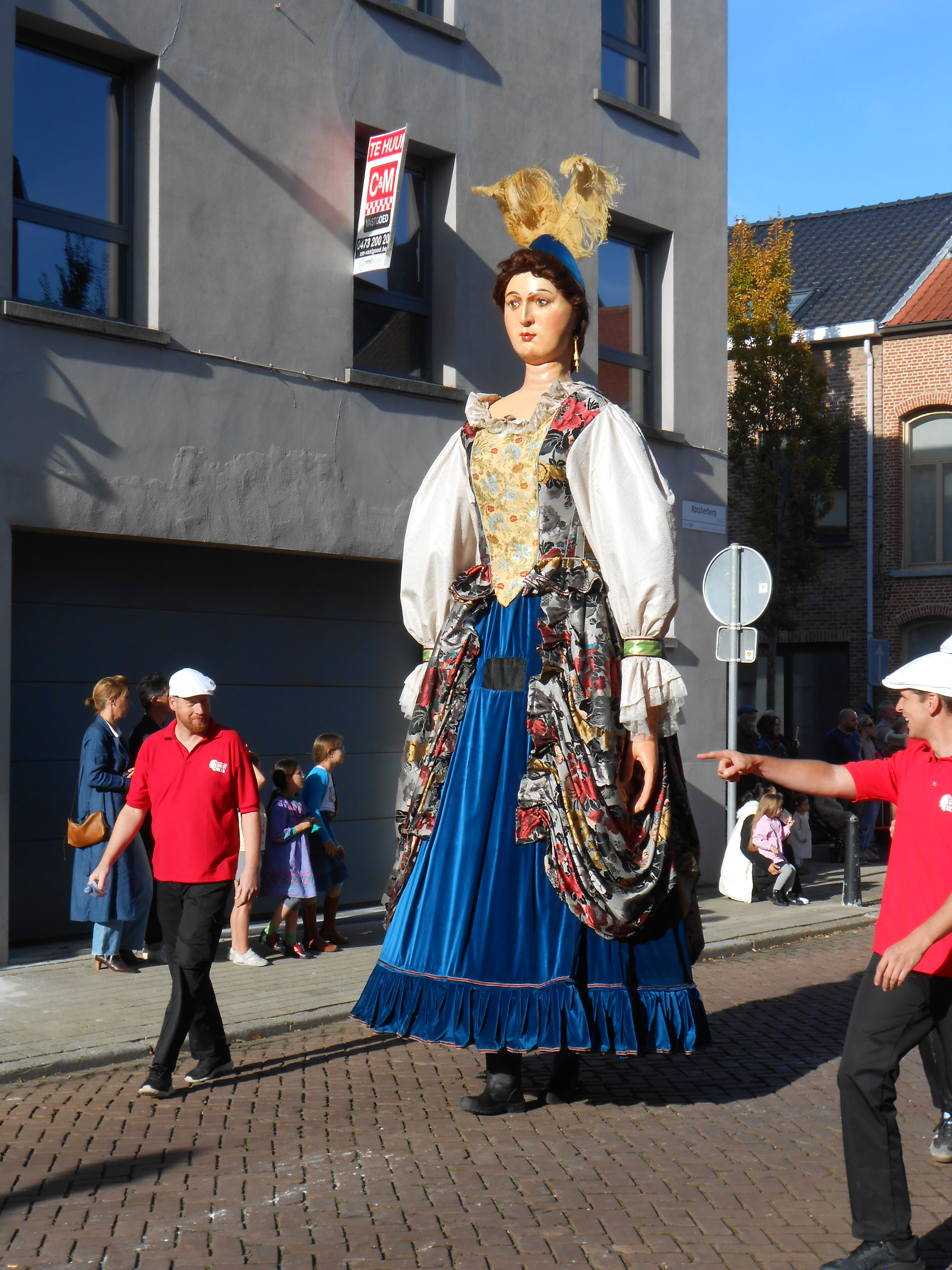
Ommegang (2022)
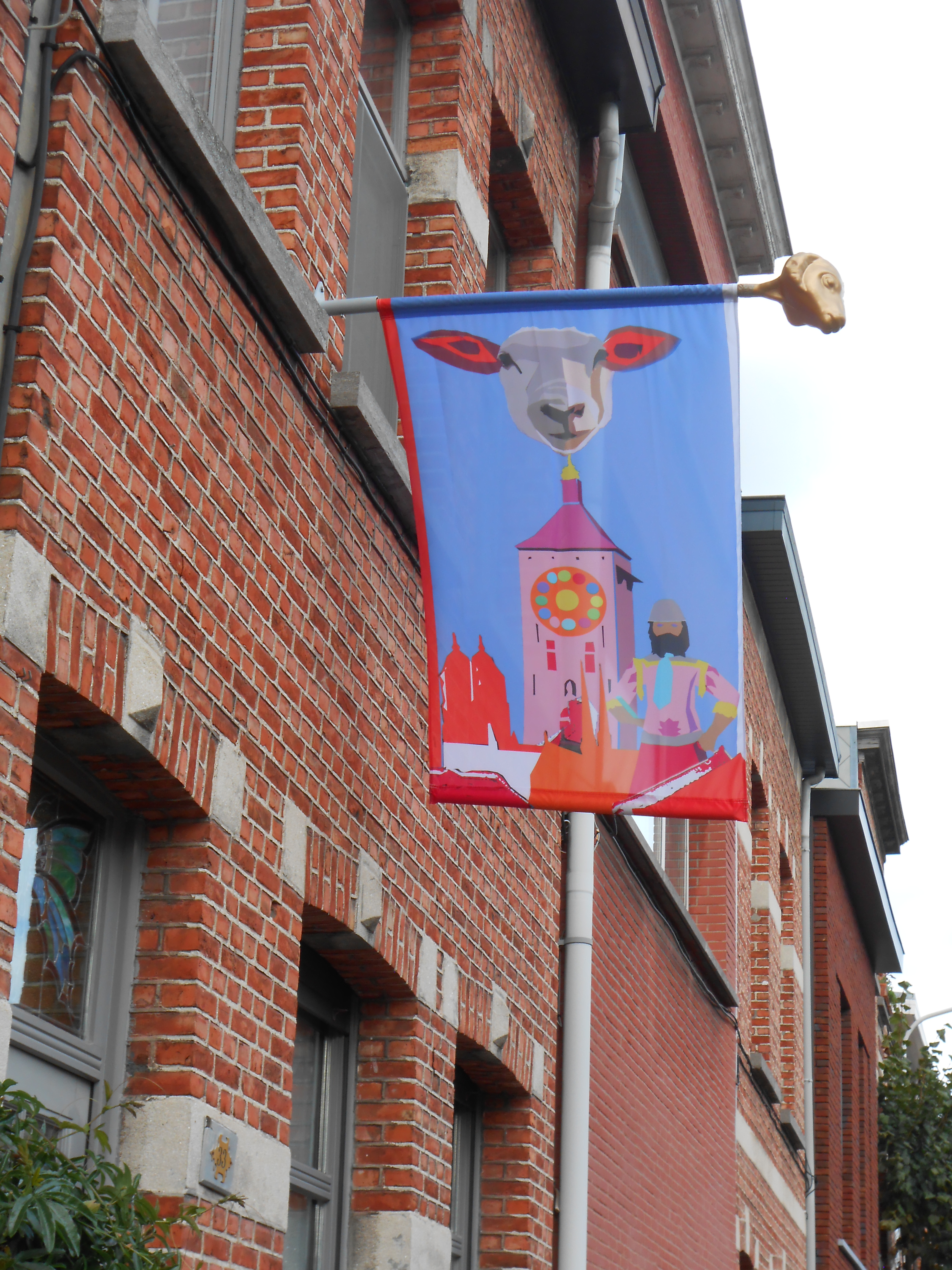
Ommegang (2022): vlag
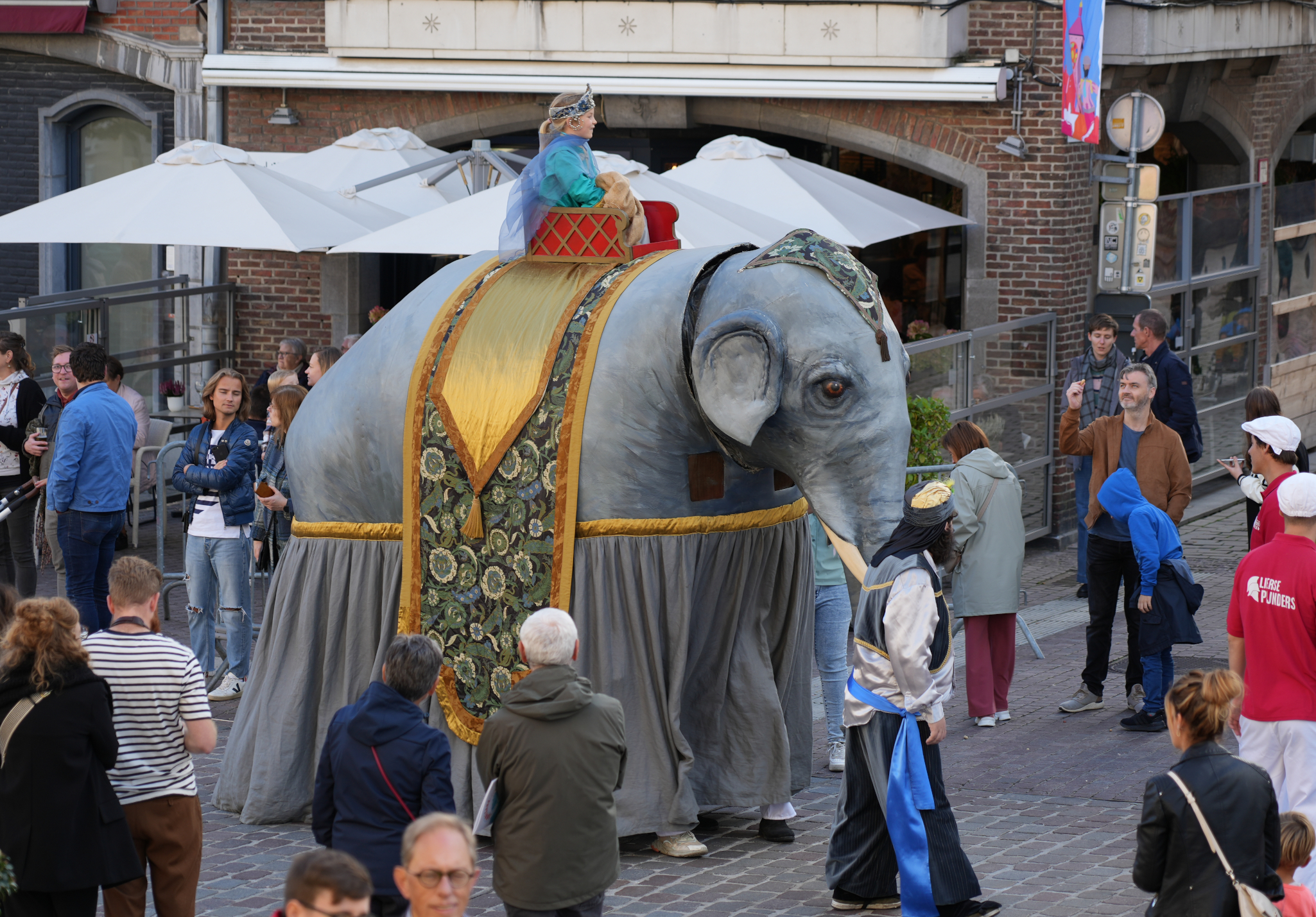
Ommegang (2022): De Olifant

### Culturele instellingen
- Musea
  - Het Stadsmuseum Lier, geopend eind 2018 na het samenvoegen van de collecties van het Stedelijk Museum Wuyts-Van Campen en Baron Caroly (1887-2018) en het Timmermans-Opsomermuseum (1968-2018).[23][24]
  - Het Zimmermuseum, gewijd aan de Zimmertoren
  - Het Huis van Oscar, een museum rond de Lierse schilder Oscar Van Rompay (1899-1997).[25]
  - Het Abarth Works Museum, een collectie van 85 Abarth sport- en racewagens van ex-racepiloot Guy Moerenhout
  - Het Stadsarchief
- De Stedelijke Openbare Bibliotheek
- Het Liers Cultuurcentrum (LCC):
  - Liers Cultuurcentrum De Mol (CC De Mol)
  - De Vredeberg
  - Het Vleeshuis
  - Het Spui
  - De Colibrant

### Uitgaan
Lier staat ook bekend om zijn uitgaansleven. Zo is er een respectabel aantal cafés in de binnenstad, waarvan de meeste gesitueerd zijn rond het Zimmerplein (vroeger Wilsonplein) de Grote Markt en de Eikelstraat. Dit zijn voornamelijk kroegen of danscafés. Lier beschikte vroeger over de bekende discotheken La Rocca en Illusion, met nationale en internationale bekendheid. Voor de iets oudere Lierse bevolking was er ook De Volmolen (De Vosmeulen in de Lierse volksmond). Voor de jongeren bestaat er jeugdcentrum Moevement en Jeugdhuis de moeve dat in 2000 werd gebouwd.

### Theater
De stad telt verschillende theatergroepen, zoals Lyra Toneel, Toneellabo Arlecchino, Teater Lier, Jeugd Teater Lier, Schoolbond theater Lier, Het Grote Gelijk, Thtr zkt nm vzw, Theater clan.

### Popmuziek
- Mintzkov
- De Kreuners
- The Wolf Banes
- Triggerfinger
- X!NK

### Streekproducten
- Caves, een amberkleurig bier[28]
- De Liter van Pallieter, een tripel bier[29]
- Lierse kant[30]
- Liers Kerstbier[31]
- Liers vlaaike, gebakje met een kruidig smaakje[32]
- Sint-Gummarus Dubbel en Sint-Gummarus Tripel, moutbieren[33]
- Mammoetbier, licht en donker.[34][35]

## Afval
De afvalverwerking in de stad is sedert 2003 uitbesteed aan de intercommunale IVAREM, die ook het recyclagepark aan de Mechelsesteenweg beheert. Inwoners krijgen met de elektronische identiteitskaart een beperkt aantal gratis toegangsbeurten. Het contract met IVAREM werd eind 2020 met 18 jaar verlengd tot 2039.

## Mobiliteit

### Openbaar vervoer
Het station Lier heeft een goede treinverbinding met Antwerpen: de spoorlijnen uit Hasselt/Luik, Turnhout/Herentals, Neerpelt/Mol komen samen te Lier en vervolgen hun weg naar Antwerpen (Station Antwerpen-Berchem, 12 km → IJzeren Rijn). Met Brussel is er een verbinding via Mechelen. Daarnaast waren er vroeger ook nog Station Lisp (Gesloten in 1940) en Station Kloosterheide (Gesloten in 1957)
Er zijn ook frequente busverbindingen van De Lijn met de ruime omgeving. Knooppunten met busperrons zijn er op het Leopoldplein (station) en op de Veemarkt. Langs de Grote Markt passeren ruim 20 lijnen.
In Lier opereren ook enkele taxibedrijven.

### Autoverkeer
- De Ring rond Lier (R16): Lier heeft een onvoltooide ringweg. Deze ligt op het grondgebied van Lier zelf en van Emblem, een deelgemeente van Ranst. De R16 heeft qua veiligheid een kwalijke reputatie: op de ring bevinden zich twee van de "zwarte kruispunten" in Vlaanderen voor wat betreft het aantal verkeersdoden. De zanger Louis Neefs is op het kruispunt van de R16 met de Mechelsesteenweg om het leven gekomen. De Vlaamse Overheid besloot tot heraanleg. Dit gebeurde in de periode 2014-2016. De nieuwe tunnel, toepasselijk de ‘’Pallietertunnel’’ genoemd, werd op 27 april 2016 opengesteld.[38]
- De N10, deze verbindt Mortsel met Heist-op-den-Berg en Aarschot en wordt onderbroken door de Lierse Ring.
- De N13, deze verbindt de Lierse Ring met Nijlen en Herentals.
- De N14, deze verbindt Duffel en Mechelen met Zandhoven en Zoersel en wordt onderbroken door de Lierse Ring.
- De N108, deze verbindt Lier met Duffel, maar dit ten zuiden van de Nete en het Netekanaal.

Het stadscentrum is ingedeeld in verschillende zones voor betalend parkeren. Twee ondergrondse parkeergarages, onder de Grote Markt en op de Dungelhoeffsite. Deelauto’s van Cambio zijn sedert maart 2010 beschikbaar aan het station, en intussen op 6 andere standplaatsen in de stad. Verder staan er ook een viertal laadpalen voor elektrische auto’s.

### Fietsen
Lier is een knooppunt van de fietssnelwegen F11 naar Antwerpen, F16 naar Lint, F17 naar Boom, F103 naar Herentals en F104 naar Aarschot.
Ook voor recreatief fietsen is de stad uitgebreid bedeeld met de vele fietsroutes langs de Nete en het Netekanaal. In het station, op de Veemarkt en aan het CC De Mol staan deelfietsen van Blue-bike. Het hele centrum (binnen de Vesten) is sedert november 2021 omgevormd tot een fietszone.

### Wandelwegen
- Grote Routepad 12, Parijs-Brussel-Amsterdam, loopt door Lier. De GR12 komt vanuit station Kessel langs de Nete en het gehucht Nazareth uit het noorden aan de Lisperpoort Lier binnen; dan langs de Spuivest en het Hof van Aragon naar de Grote Markt; van daar door het Stadspark en langs de Nete richting Fort van Koningshooikt en verder zuidelijk richting Onze-Lieve-Vrouw-Waver.
- Lier en Koningshooikt hebben ook tientallen Trage Wegen.

### Scheepvaart
Scheepvaartverkeer komt in een boog oostelijk omheen Lier op het Netekanaal.

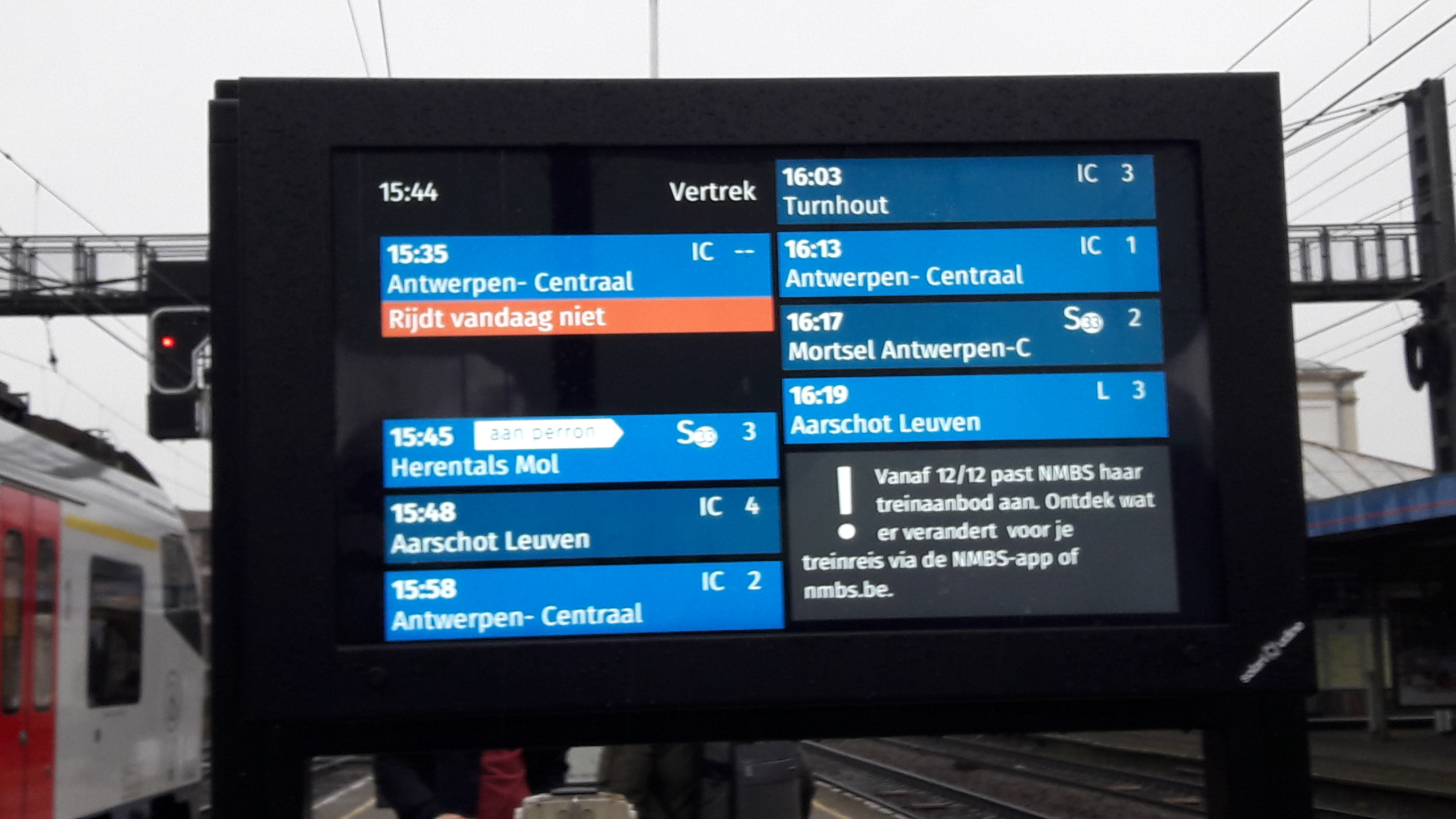
Treinen naar Antwerpen
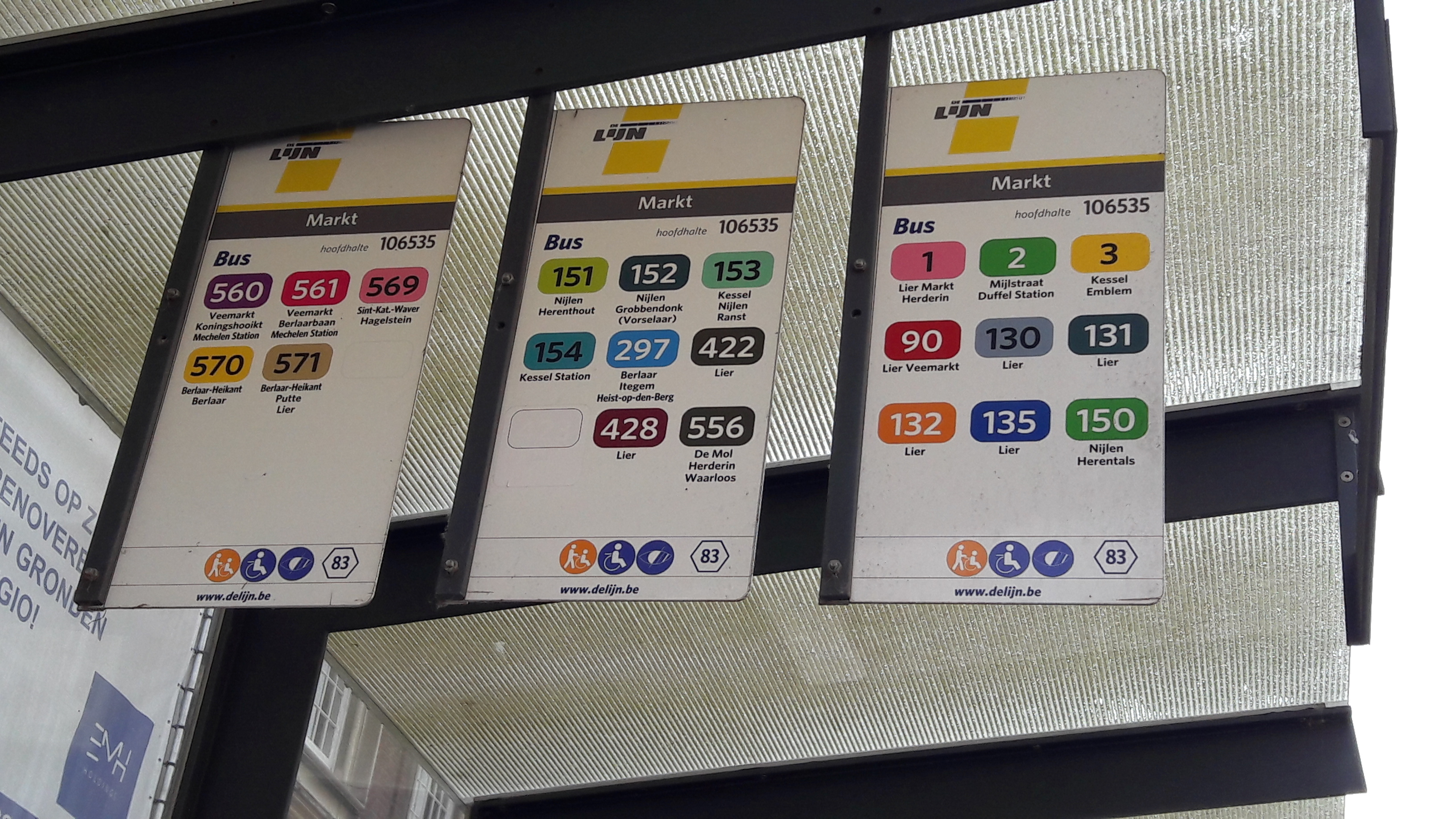
Buslijnen aan de Grote Markt
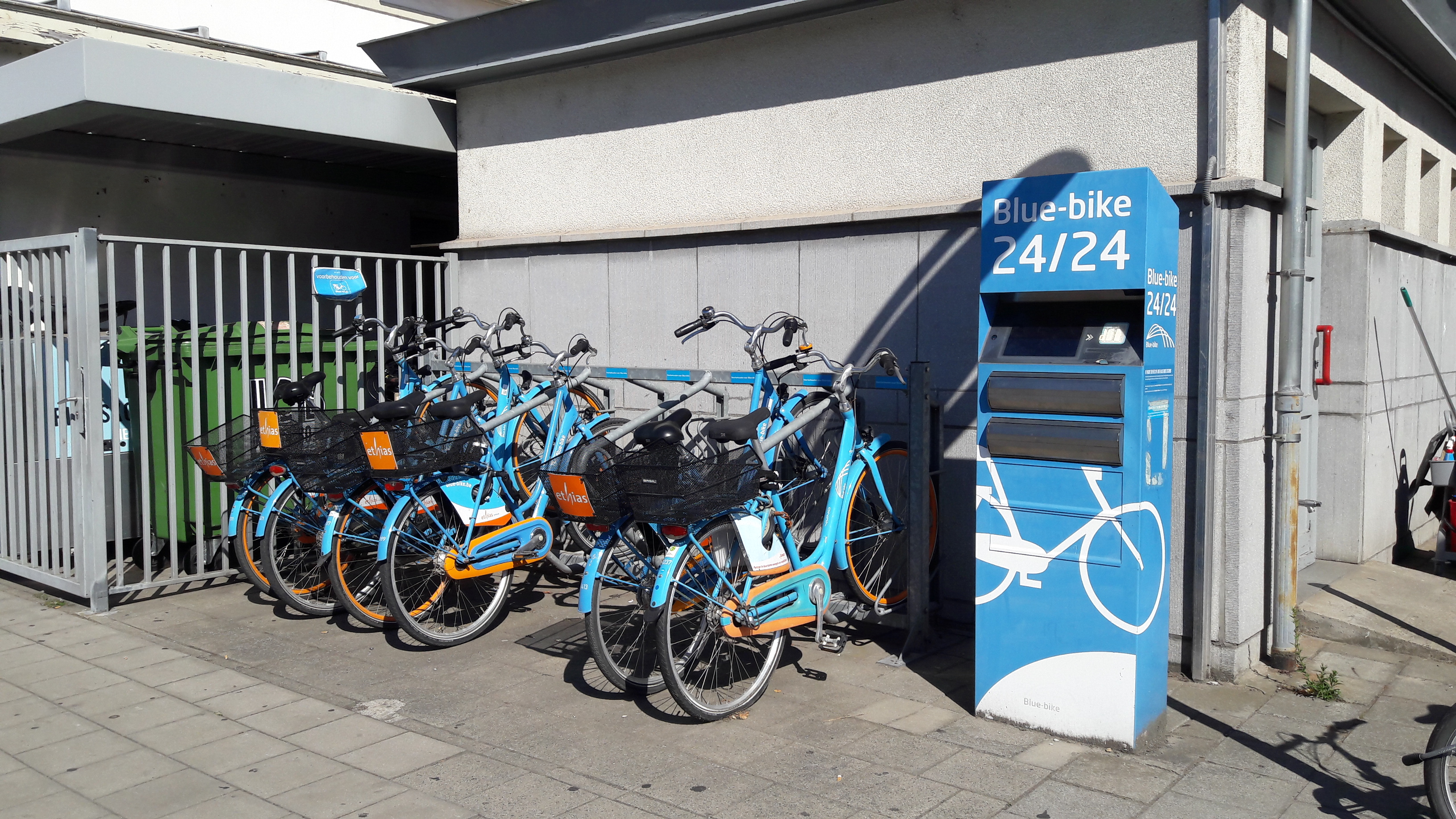
Deelfietsen aan het station
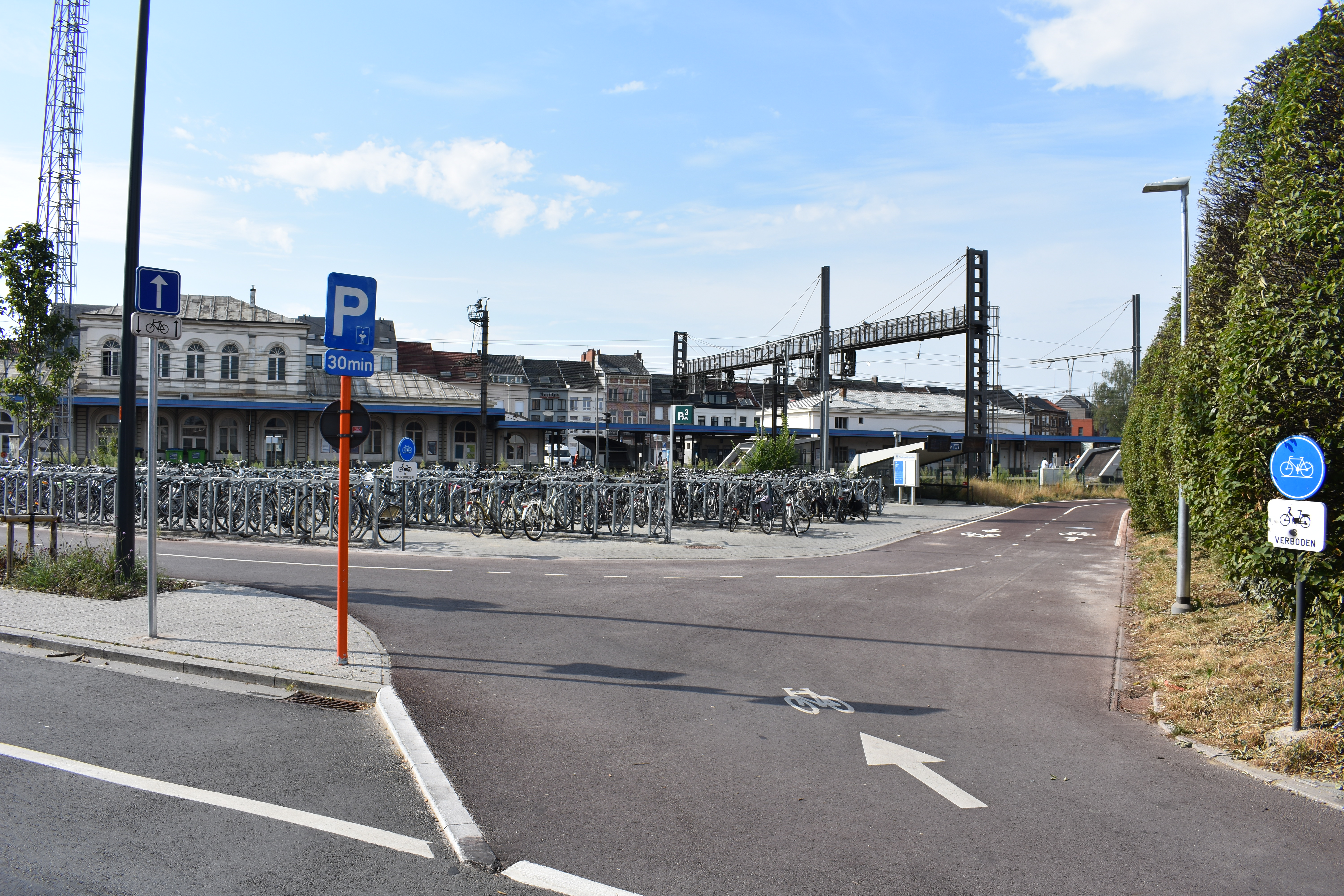
Vertrekpunt fietssnelweg F11 (station)
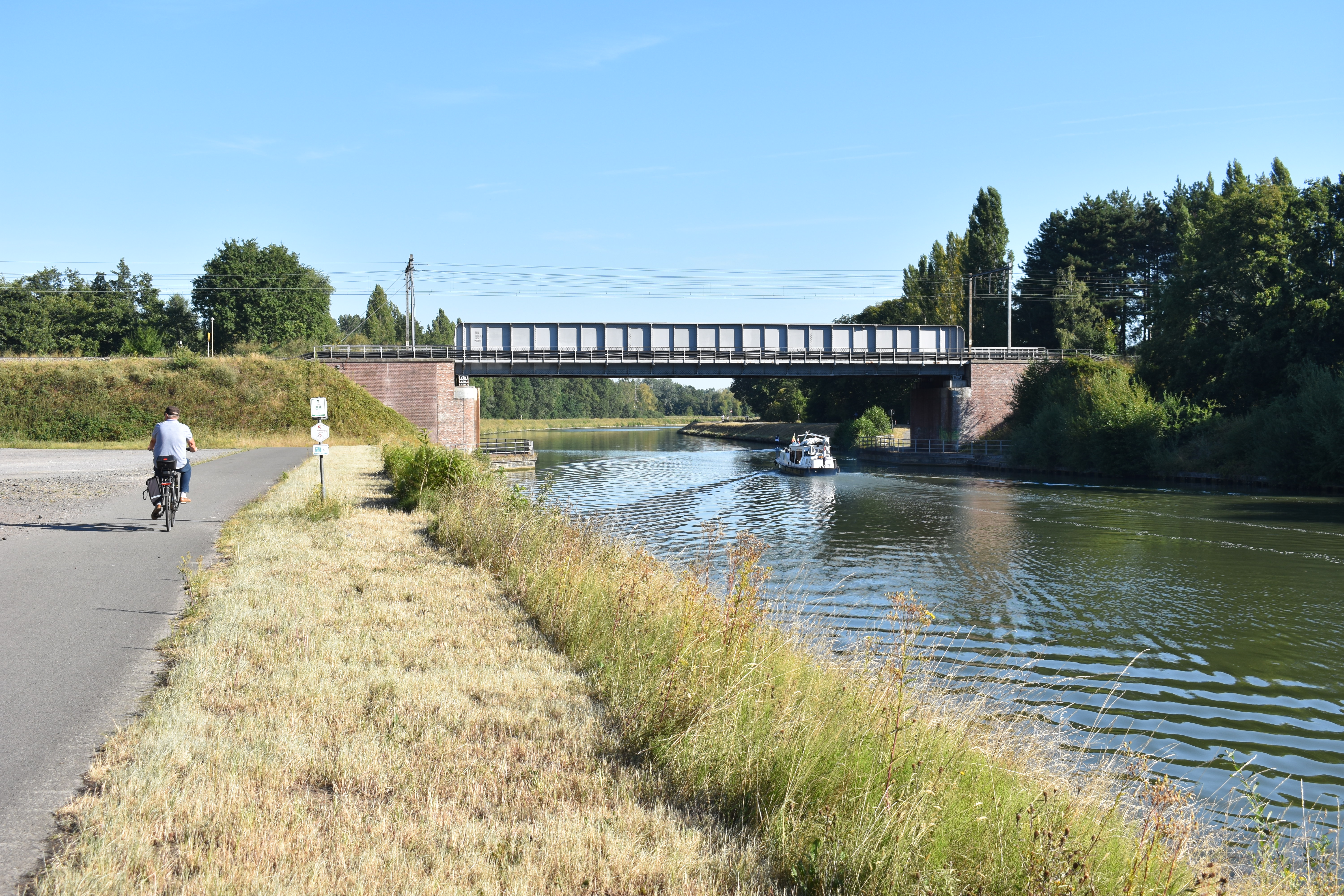
Spoorwegbrug over het Netekanaal (Beatrijslaan)

## Onderwijs

### Historisch

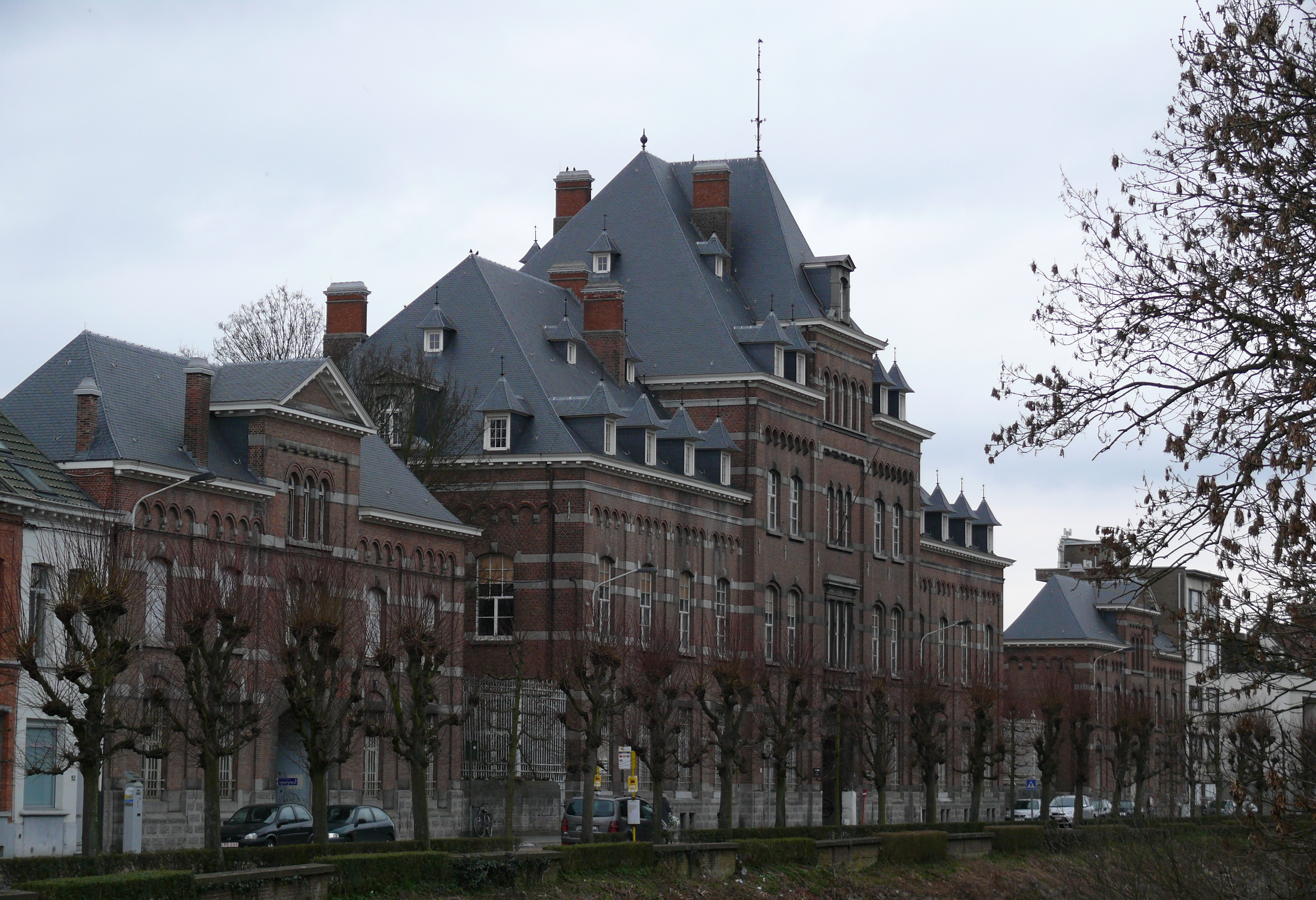
De vroegere Dungelhoeffkazerne waar tot 1991 de Koninklijke Cadettenschool gevestigd was.

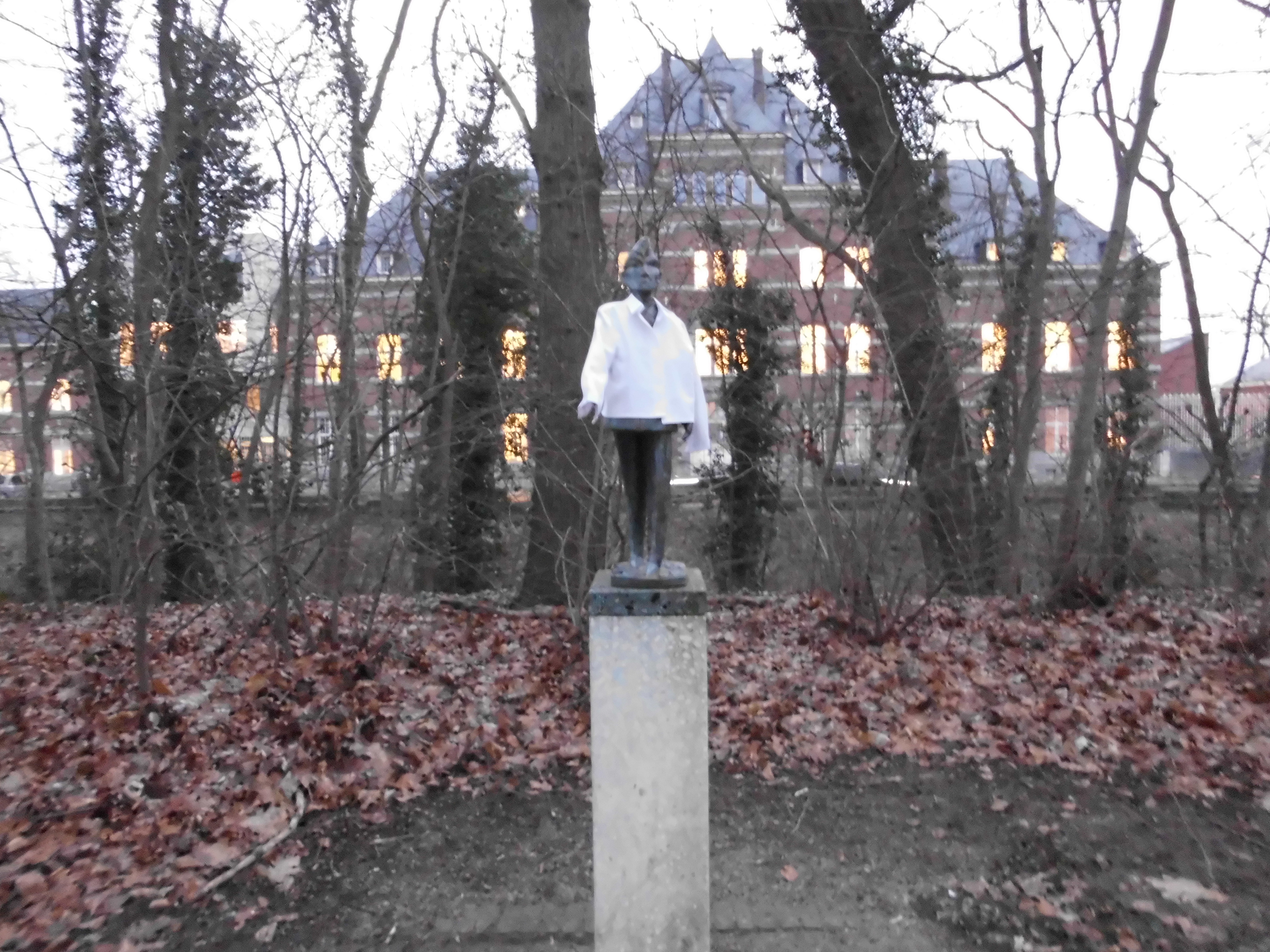
Standbeeld aan de voormalige Cadettenschool te Lier.

In Lier werd in 1817 de eerste normaalschool (kweekschool) van de Nederlanden opgericht door koning Willem I van Nederland. Tot 2012 was hier de lerarenopleiding van de Artesis Hogeschool Antwerpen gevestigd.
Vanaf 1955 tot en met 1991 was de Nederlandstalige cadettenschool gevestigd te Lier in de Dungelhoeffkazerne. Ter herinnering staat er nog een standbeeld van een cadet aan de vesten over de voormalige cadettenschool. Astronaut Frank De Winne studeerde hier af in 1979. Op de site van de vroegere cadettenschool is nu het huidige stadhuis gelegen en de lokale politie. De banden met het Belgisch leger zijn echter niet helemaal doorgesneden. Zo is Lier sinds 1962 peter van het Bataljon Artillerie waarvan twee kanonnen aan het stadhuis (vroegere cadettenschool) staan.
Het huidige aanbod aan studierichtingen in het lager en secundair onderwijs is zeer groot, en rekruteert uit de wijde omgeving. Zo zijn er enkele zeldzame studiemogelijkheden, zoals een kunsthumaniora (KSO), een middelbare Steinerschool, een opleiding in gezondheids- en welzijnswetenschappen en sportonderwijs. Ook het deeltijds kunstonderwijs is goed uitgebouwd en heeft een goede reputatie.
In het hoger onderwijs is er een bachelor in de verpleegkunde, naast een hogere opleiding Dans, uniek in Vlaanderen. In Lier zijn volgende scholen aanwezig:

### Lager onderwijs
- Basisschool Heilige Familie
- Basisschool Pullaar
- Basisschool Stadspark
- De Balderschool (BuLO)
- Het Molentje
- Het Spoor (vroeger het heilig hart)
- Leefschool Dagpauwoog
- Sint-Gummaruscollege (Lisperstraat), in de volksmond het "Klein College" genoemd.
- Sint-Ursula klim op
- Sint-Ursula Lisp
- De Sterrendaalders (Steinerschool)
- Heilig Hart-School (Koningshooikt)

### Secundair onderwijs
- Atheneum Lier
  - Campus Anton Bergmann(Middenschool)
  - Campus Louis Zimmer (richtingen TSO en BSO)
  - Campus Arthur Vanderpoorten (richtingen ASO en TSO)
- Campus Sint-Ursula (Middenschool - Lyceum - Instituut)
- De Regenboog (BuSO)
- Kunsthumaniora (tot 2010[45][46])
- Sint-Aloysiusinstituut Lier voor verpleegkunde (SAL)
- Sint-Gummaruscollege (Kanunnik Davidlaan), in de volksmond het "Groot College" genoemd.
- Steinerschool Lier De Populier (richtingen ASO, BSO en KSO)
- Vrij Technisch Instituut Lier (VTI-Lier)

### Deeltijds kunstonderwijs
De Stedelijke Academie voor Muziek, Woord en Dans (SAMWD), en de Stedelijke Academie voor Schone Kunsten (SASK) zijn instellingen van het deeltijds kunstonderwijs, toegankelijk voor kinderen vanaf 6 jaar, jongeren en volwassenen. Naast Lier (Gasthuisvest, voor muziek, woord en dans) zijn er ook vestigingsplaatsen in Berlaar (muziek), Boechout (beeld, muziek & woord), Broechem (muziek, woord, dans & beeld), Emblem (beeld), Lint (muziek & woord), Nijlen (muziek & woord), Oostmalle (muziek, woord, dans & beeld), Pulle (beeld), Vremde (beeld), Westmalle (muziek & beeld), Zandhoven (muziek, woord en dans), en een afdeling in Koningshooikt (Schone Kunsten).

### Hoger Onderwijs
- Thomas More
- Artesis Hogeschool Antwerpen (Hoger Instituut voor Dans) - opgeheven

## Sport

### Sportorganisaties
- Actief
  - Atletiekvereniging Lyra-Lierse: een fusieclub van AC Lierse (1954-2022) en AC Lyra (1947-2022) gevestigd in het Netestadion aan de Aarschotsesteenweg.
  - Voetbalclub K. Lyra-Lierse
  - Voetbalclub Lierse SK
  - Voetbalclub KV Hooikt in de deelgemeente Koningshooikt
  - Fustalclub Lierse SK Futsal, tot 2025 "Proost Lierse"
  - Basketbalclub BBC Guco Lier
  - Hockey- en veldhockeyclub Royal Herakles HC
  - Lierse Kayak Club Anderstad actief naast het Netekanaal
  - Koninklijke Kano Club Lier actief op de vesten van Lier naast het Spui
  - Koninklijke Moed en Eendracht - Lier 1888 - Sint-Sebastiaansgilde vzw: boogschieten
  - Koninklijke Struifvogel Maatschappij De Kroon: een van de drie Struifvogelclubs in België. De andere twee bevinden zich in Mechelen en Leuven.
- Niet meer actief
  - Basketbalclub BBC Lyra: in 2010 gefusioneerd met BBC Nila uit Nijlen tot BBC Lyra Nila Nijlen
  - Basketbalclub Bus Lier (1964-178)
  - Voetbalclub Koninklijke Lierse Sportkring (1906-2018): in 2018 failliet gegaan
  - Voetbalclub Koninklijke Lyra (1909-1972): in 1972 opgeheven en opgegaan in voormalige stadsgenoot K Lierse SK

### Sportaccommodaties
- Stedelijk Zwembad De Waterperels
- Sporthal De Komeet
- Sporthal KTA
- De Sportvelden
- Skatepark De Moeve
- Stadions
  - Herman Vanderpoortenstadion (Lierse Kempenzonen, stadion van het voormalige K. Lierse SK)
  - Lyrastadion (K. Lyra TSV) verdwenen na verkaveling.
  - Complex KV Hooikt (KV Hooikt)
  - Netestadion (AV Lyra-Lierse)

## Bekende inwoners

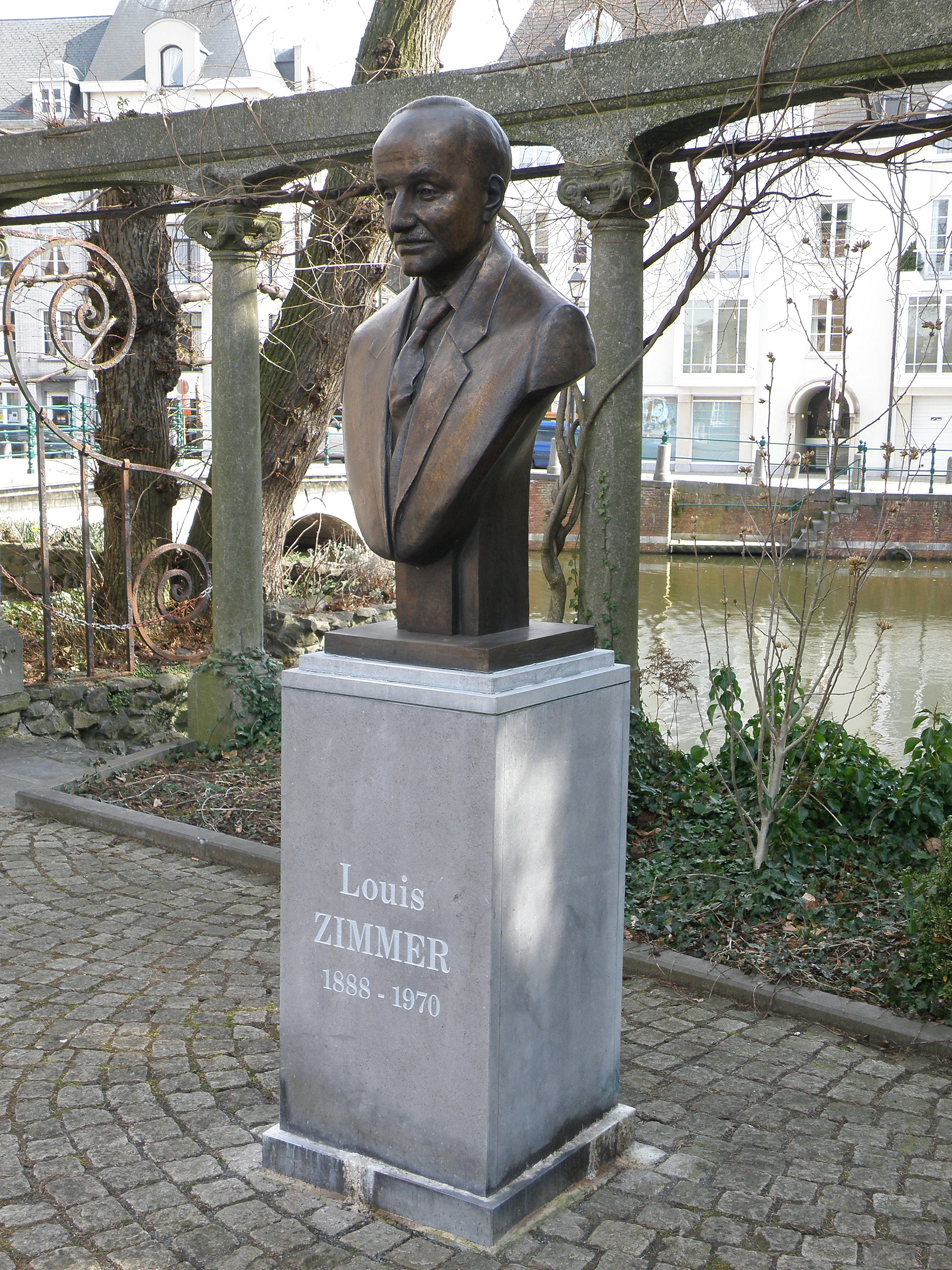
Standbeeld van Louis Zimmer

Wellicht de bekendste Lierenaars zijn schrijver Felix Timmermans, schilder Isidore Opsomer, astronoom Louis Zimmer en kunstsmid Lodewijk Van Boeckel, samen aangeduid als het Klavertje Vier van Lier.
Lier heeft vier inwoners tot ereburgers benoemd: Louis Zimmer, Jan Ceulemans, Felix Timmermans en Bernard Van Hool.
In het gelijknamige lied van de Strangers wordt de pompier (brandweerman) van Lier, schele Vanderlinden, ook vermeld als zijnde alom gekend in de stad.

## Afbeeldingen

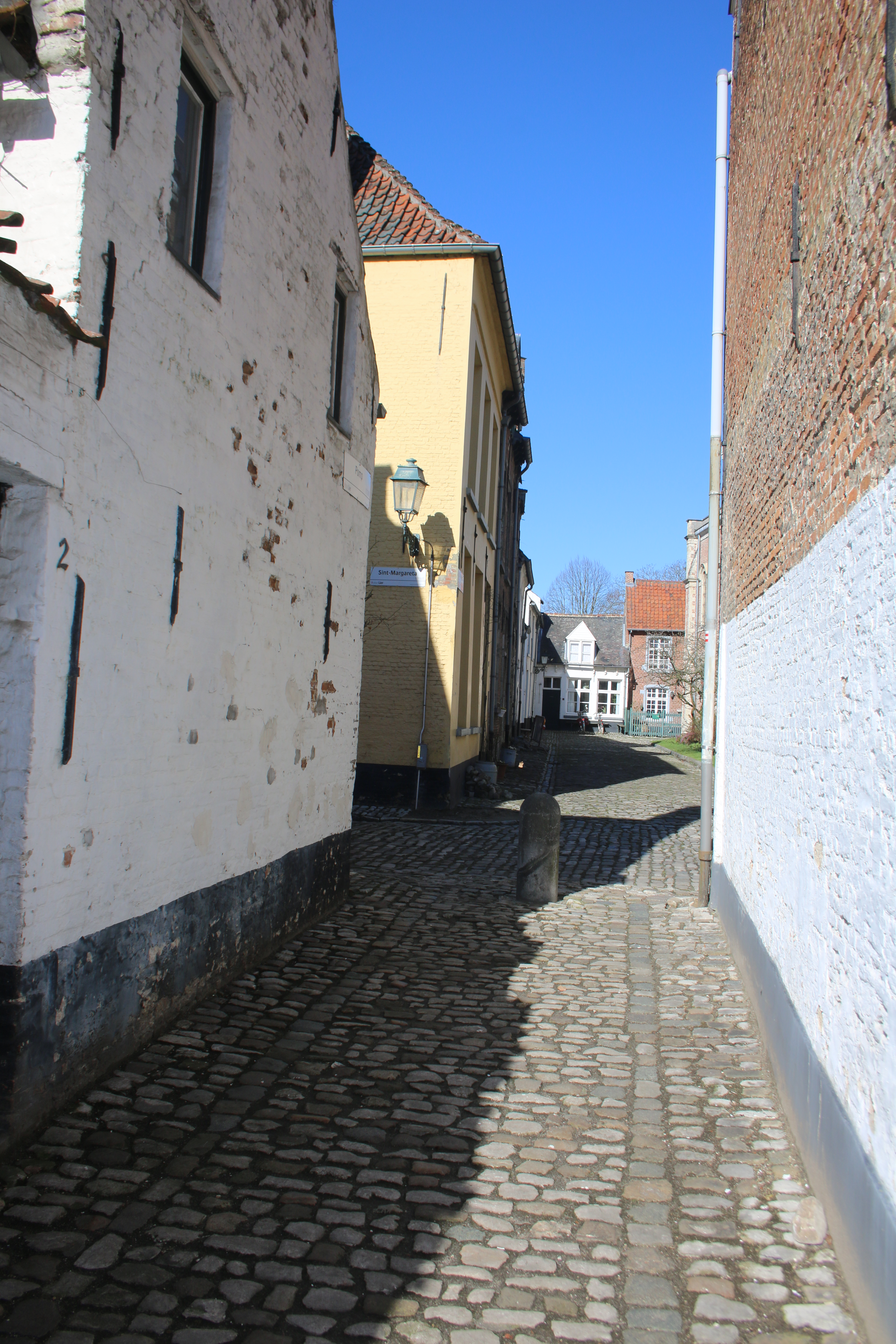
Begijnhof
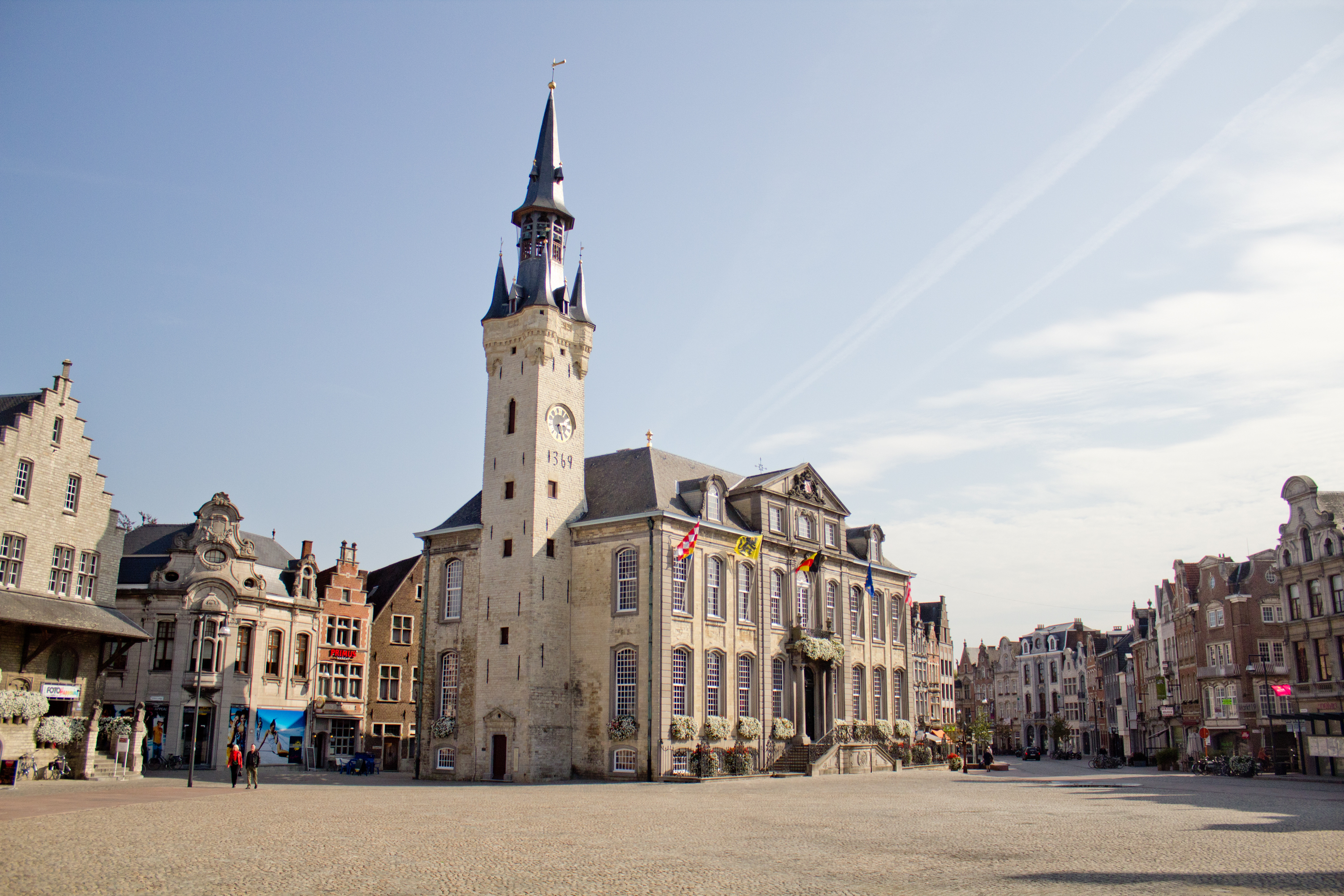
Stadhuis en Belfort
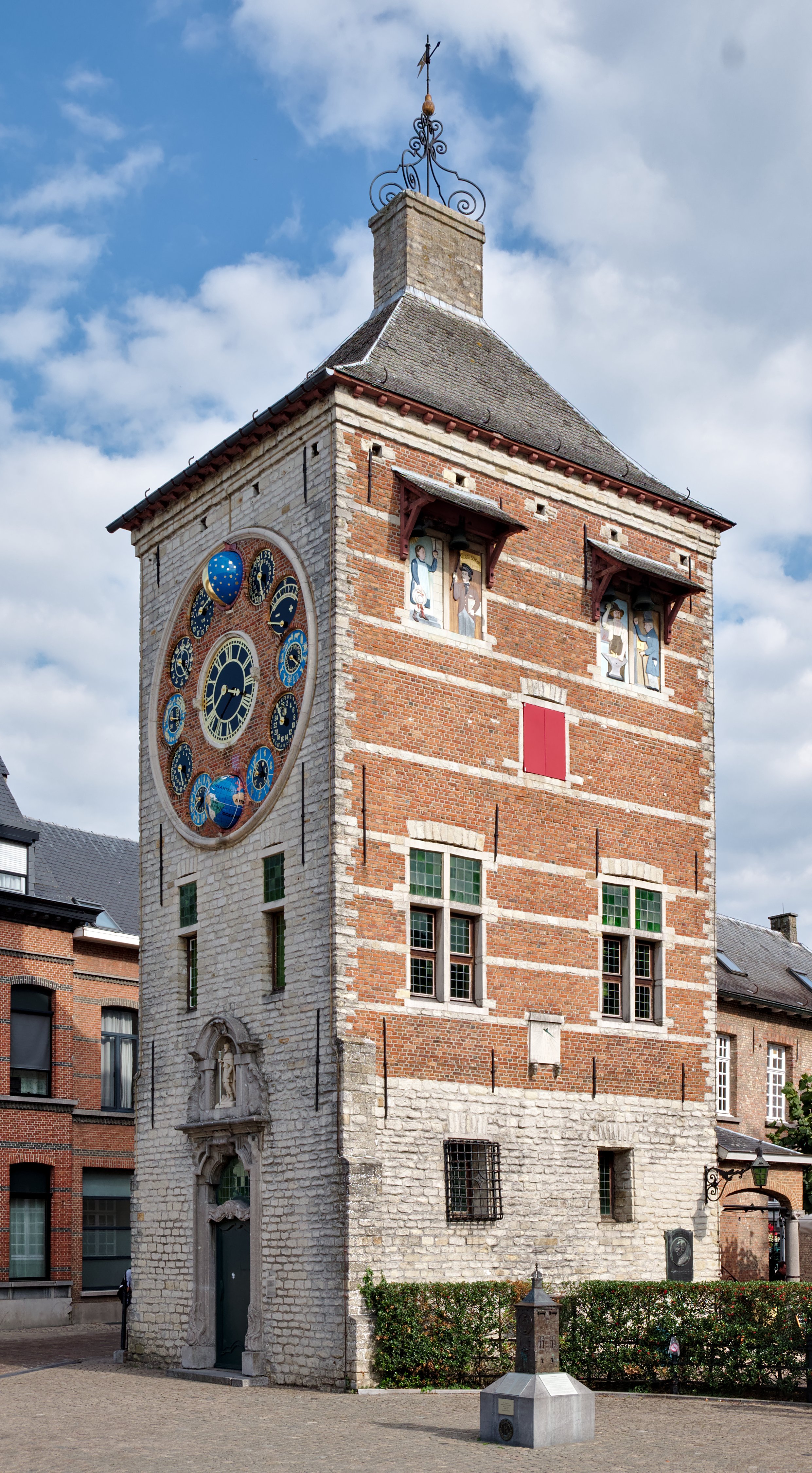
Zimmertoren
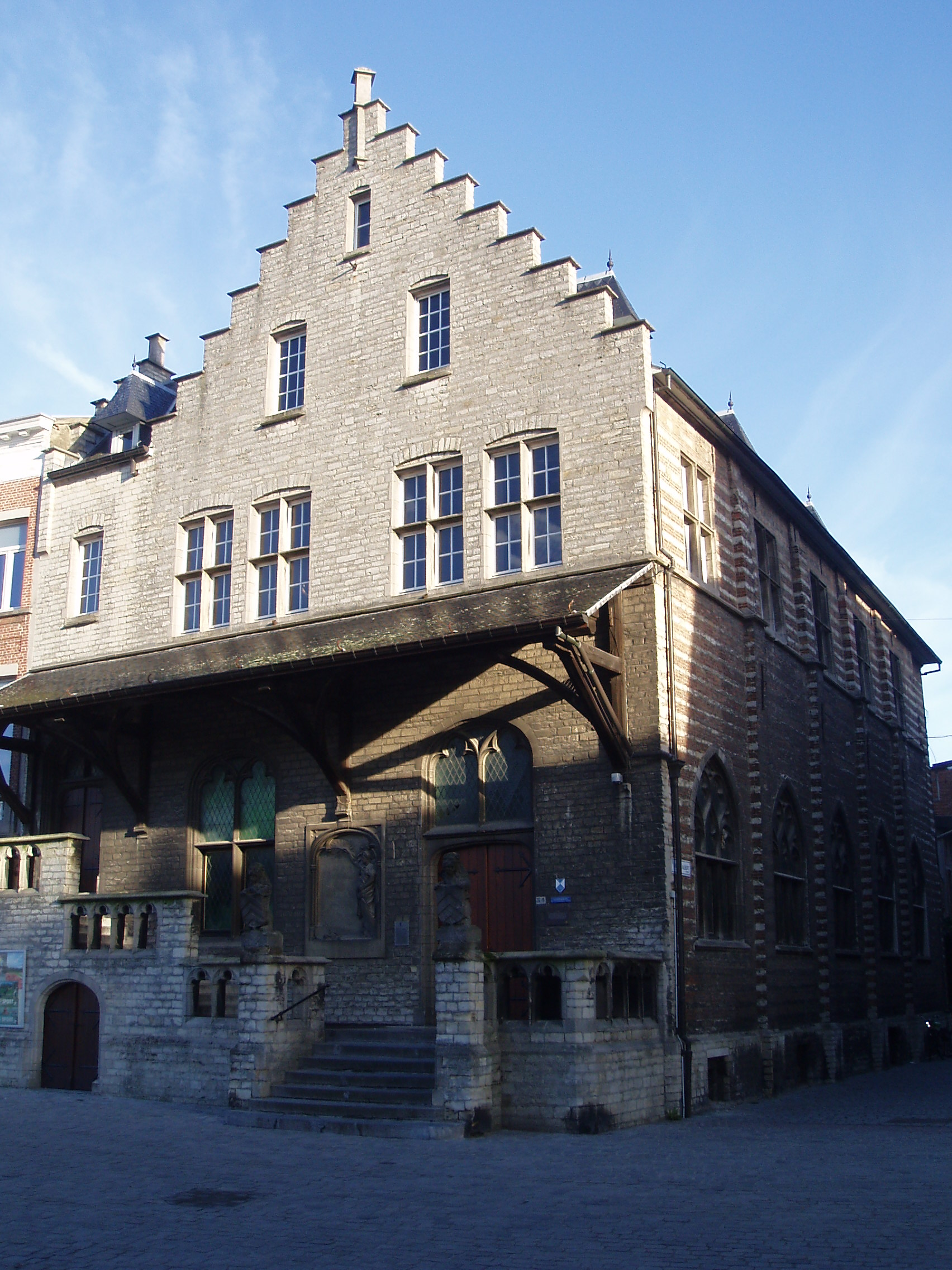
Vleeshuis aan de Grote Markt
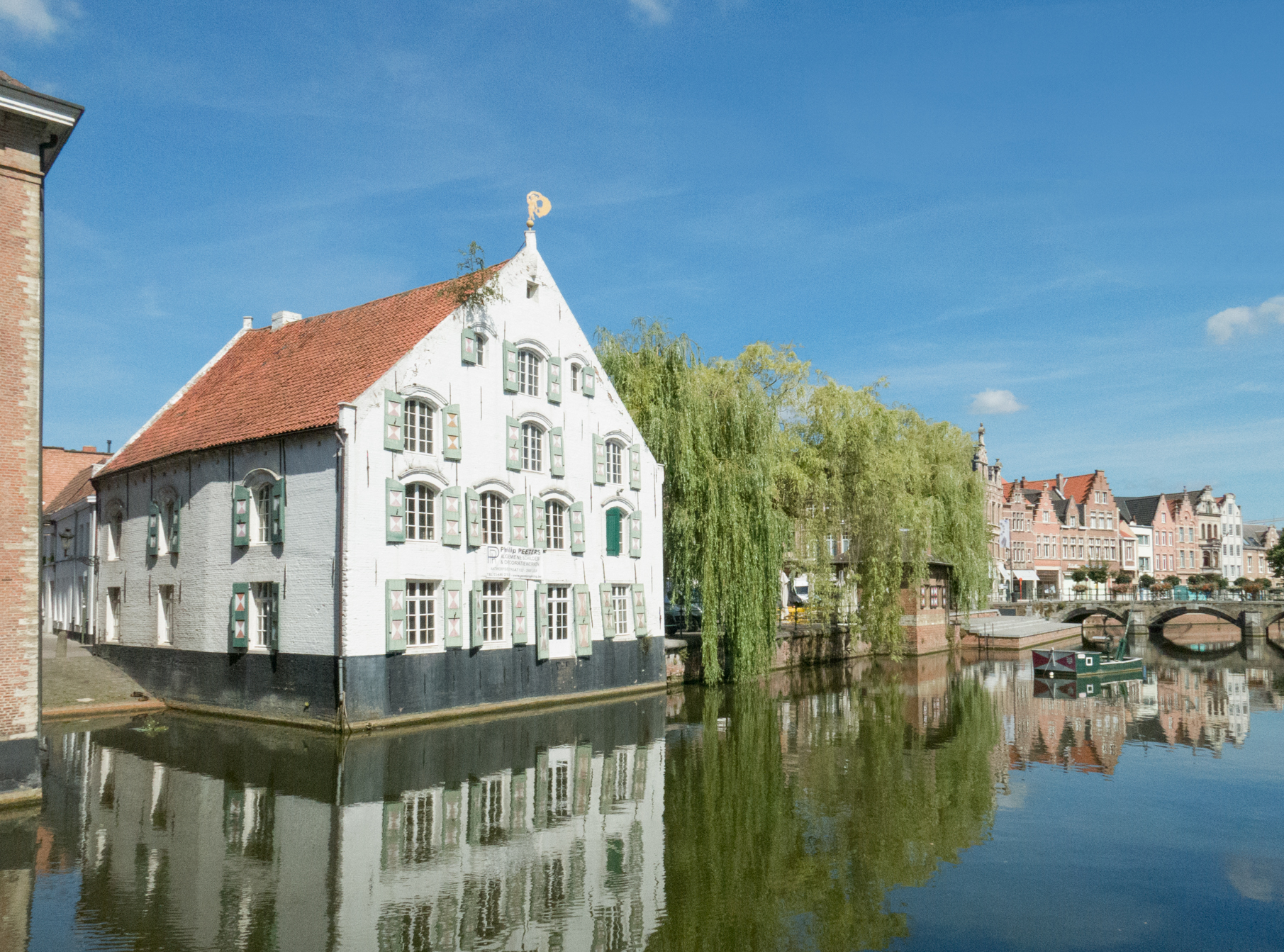
De Fortuin en Buyldragershuisje langs de Binnennete
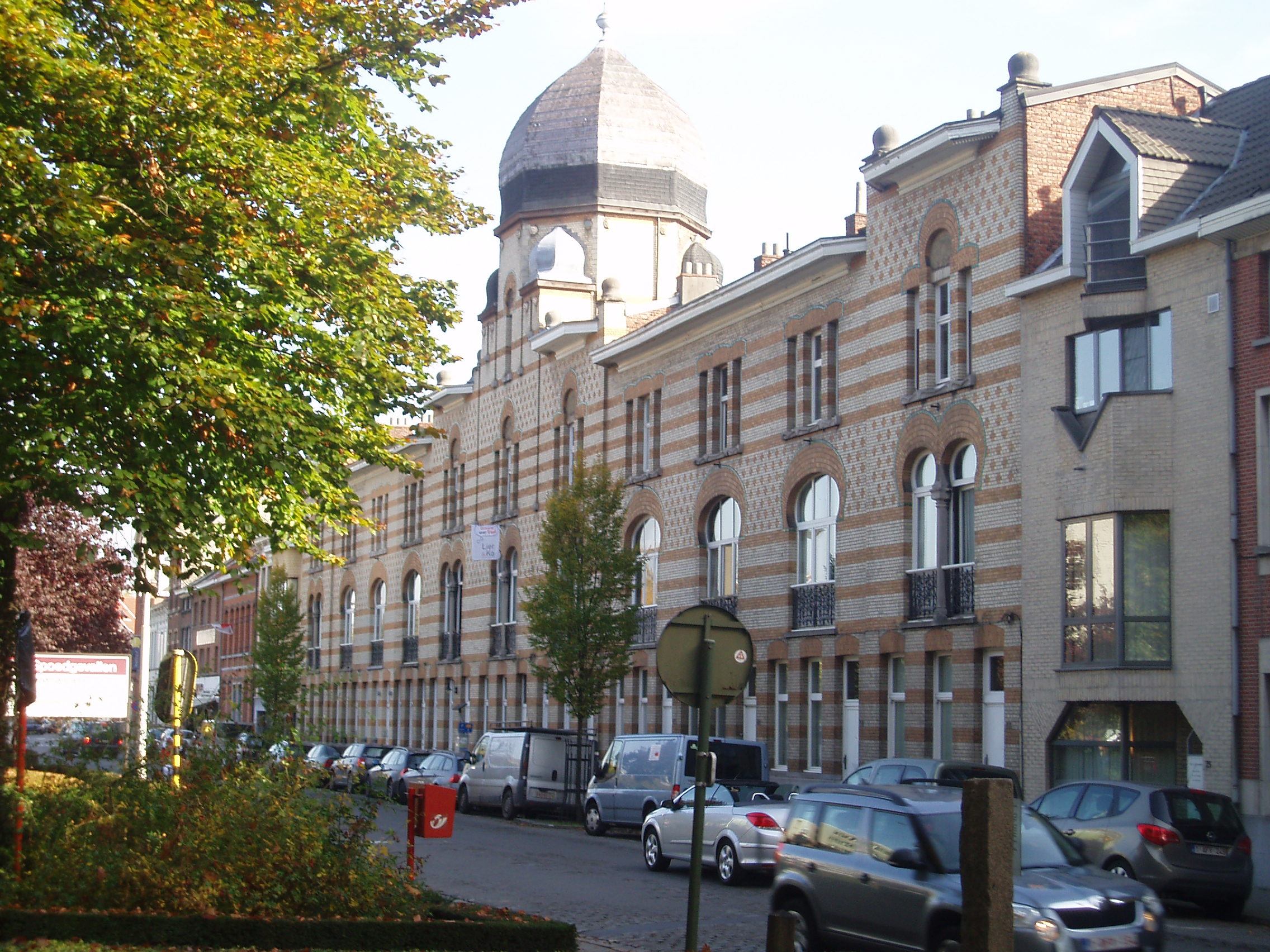
Eenheidsbebouwing van elf woningen in Art Nouveaustijl
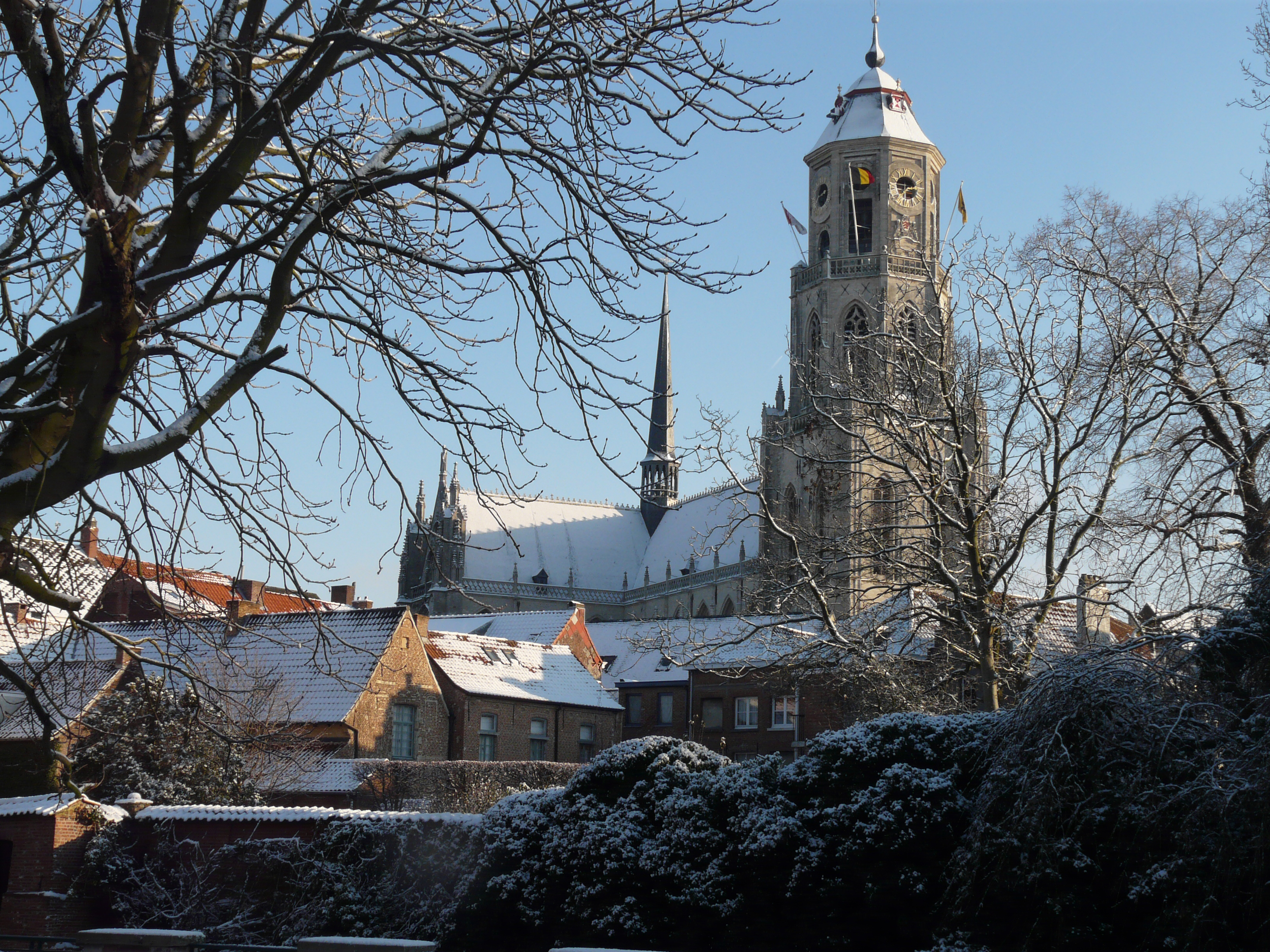
Sint-Gummaruskerk
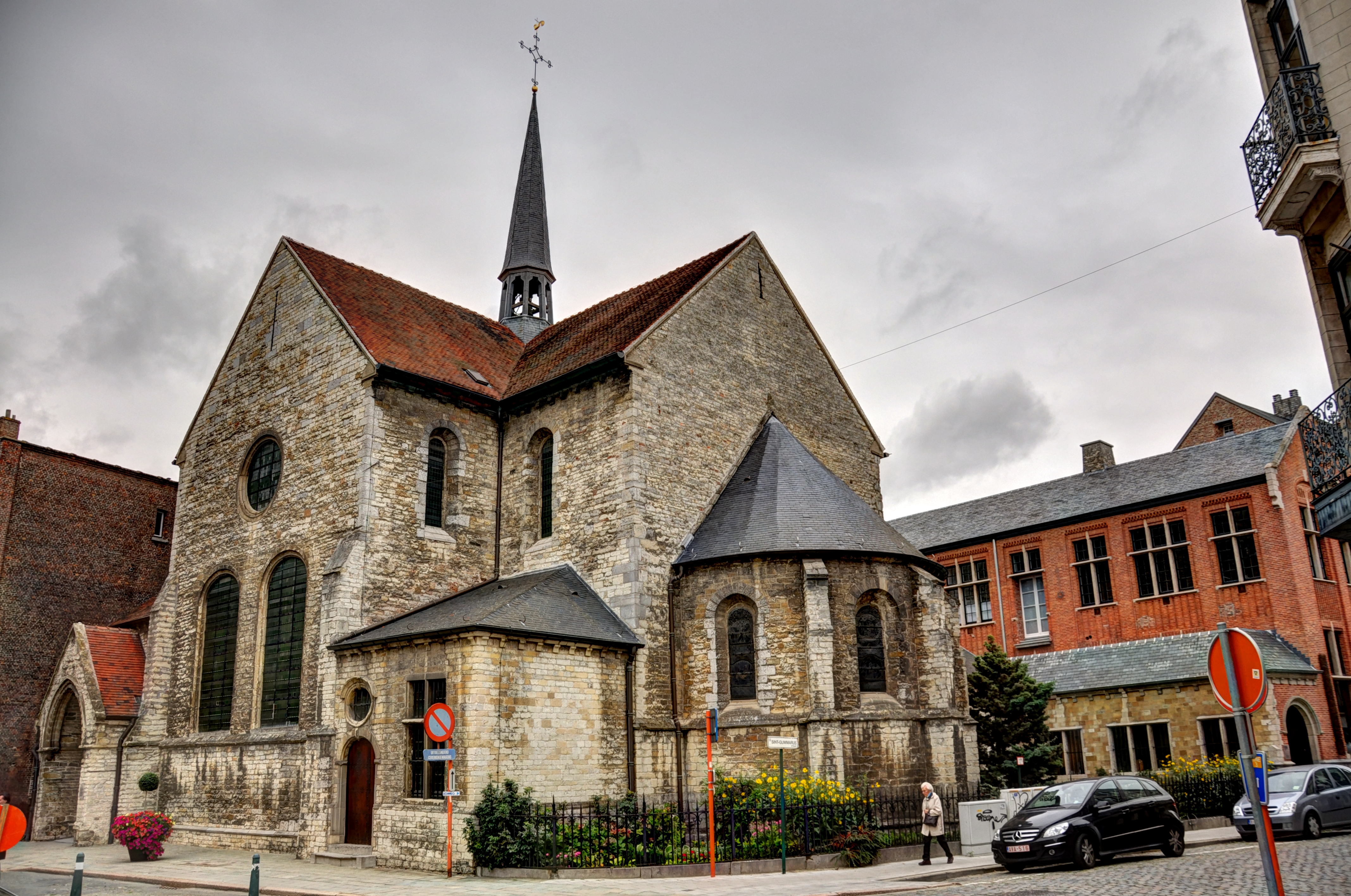
Sint-Pieterskapel
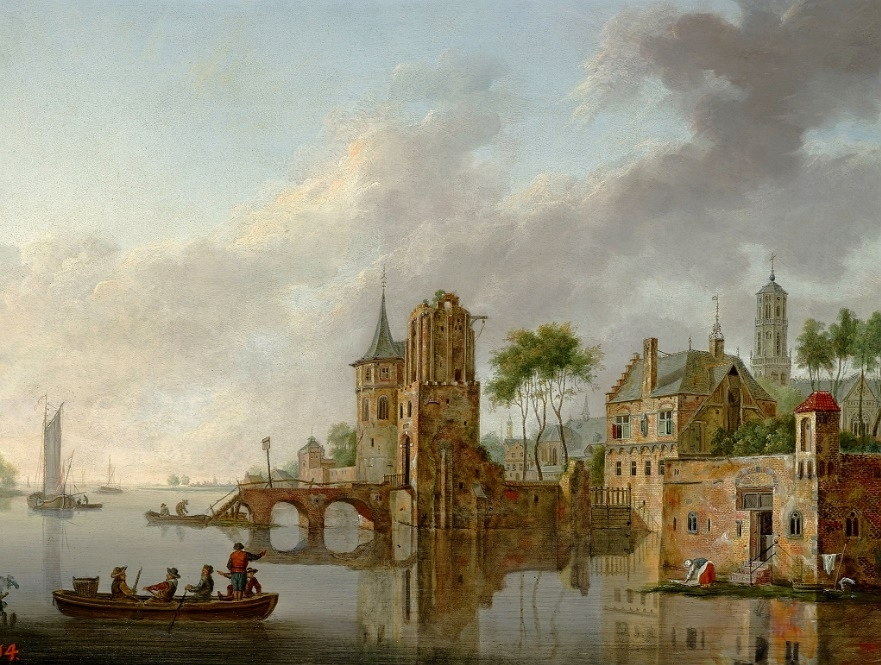
Een zicht op Lier van Hendrik Frans de Cort (1774) - tentoongesteld in het Koninklijk Paleis te Warschau
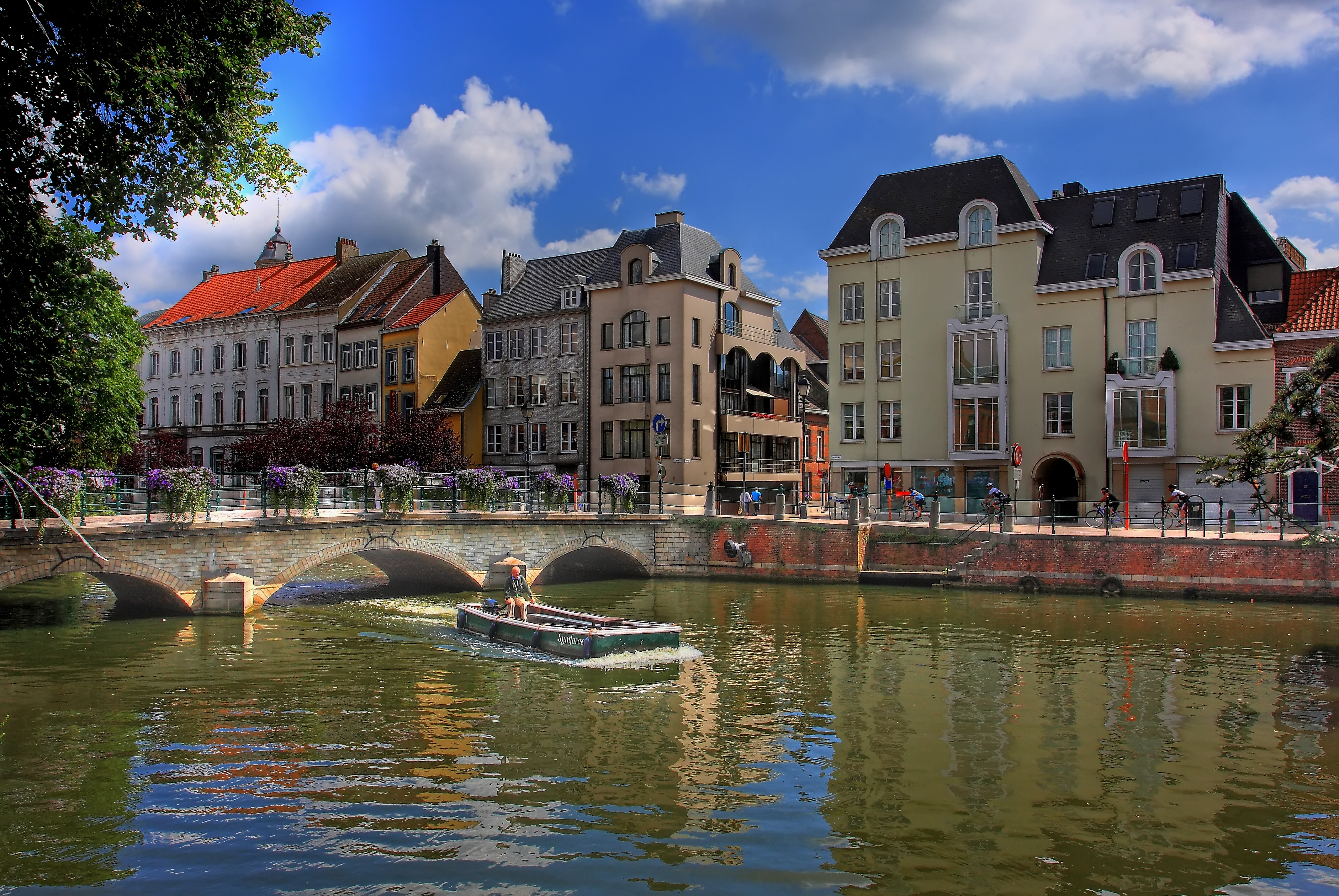
De Sint-Jansbrug
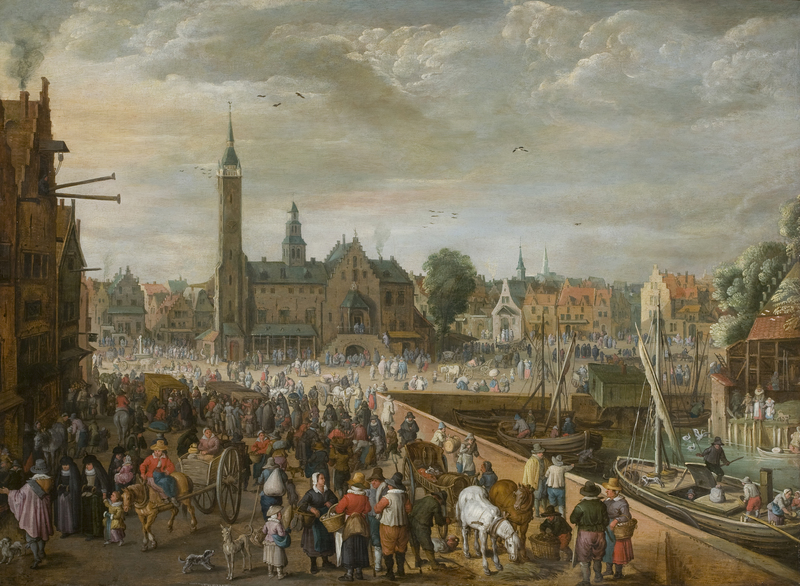
Stadszicht op de Grote Markt van Philippe de Momper (1622-'34) - tentoongesteld in het Stedelijk Museum Wuyts-Van Campen en Baron Caroly te Lier
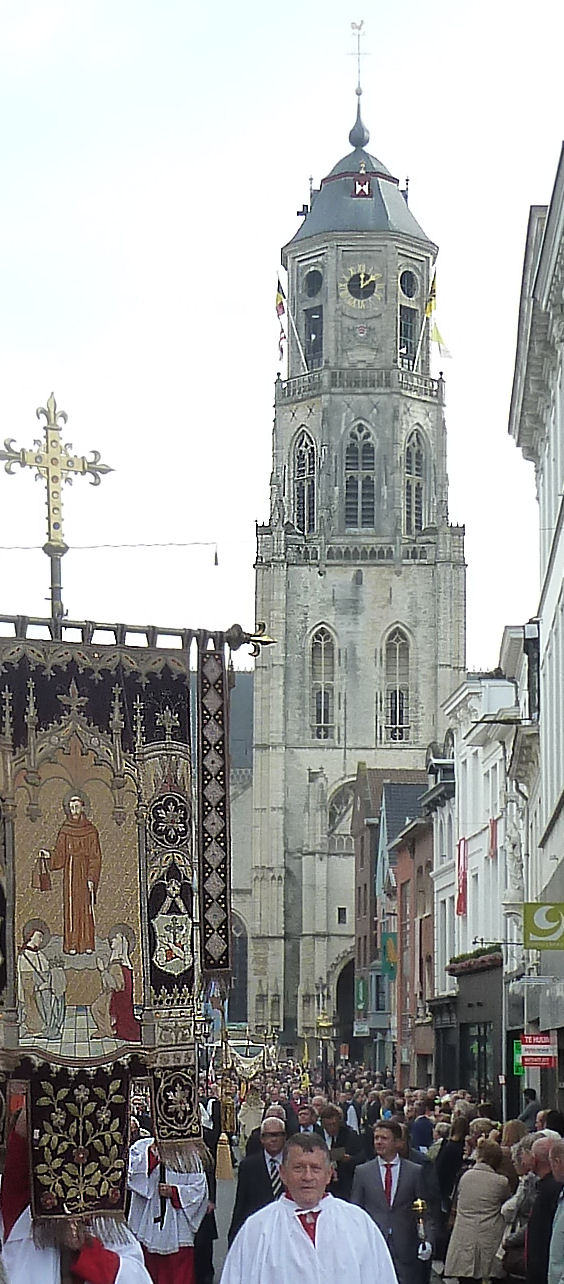
De Sint-Gummarus-processie met op de achtergrond de Sint-Gummaruskerk
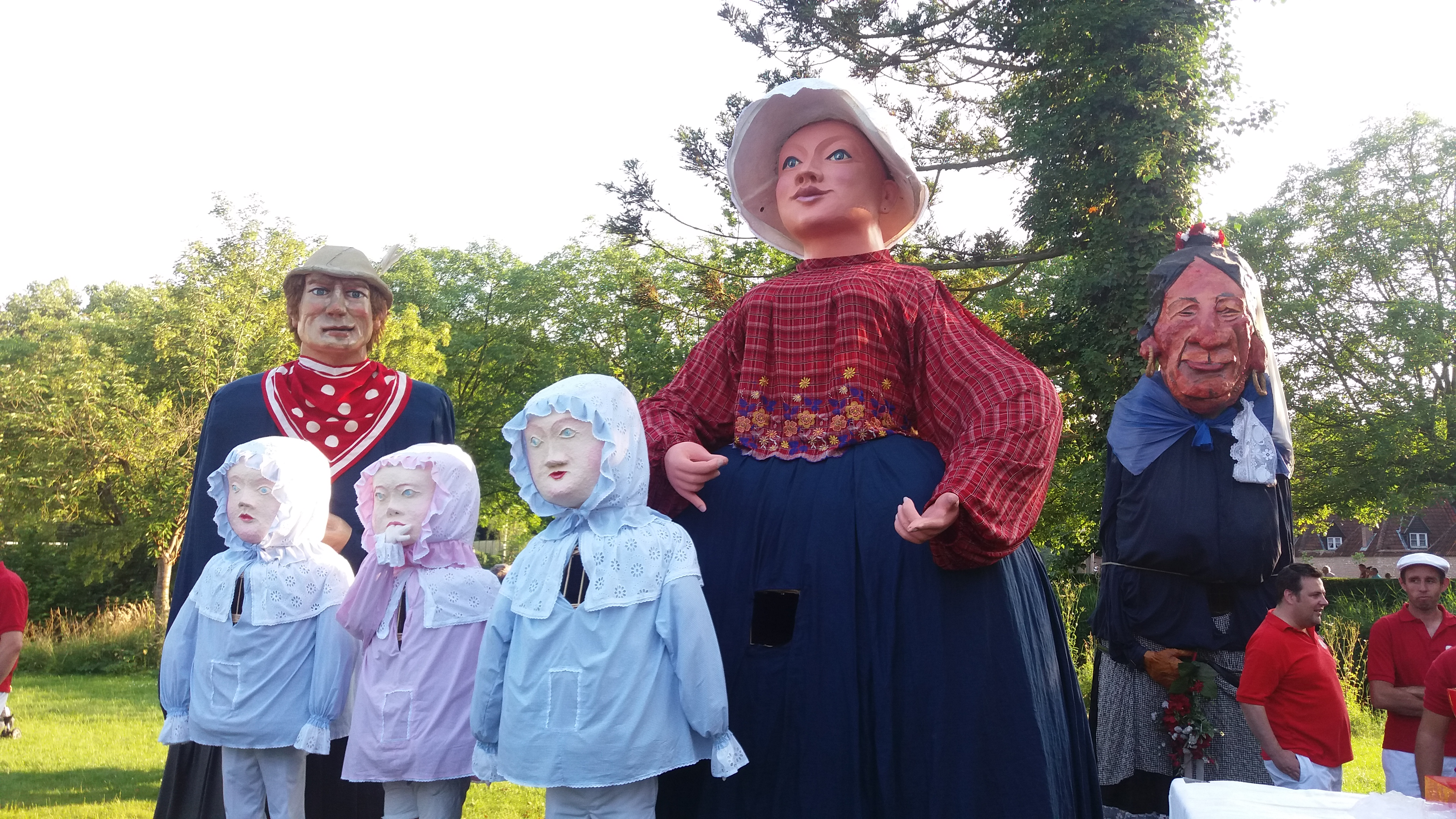
Lierse reuzenfamilie
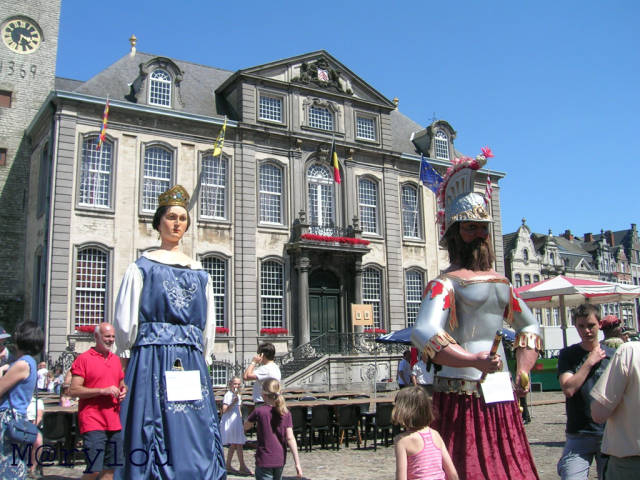
Lierse reuzen